# 宇宙
宇宙（英語：universe）包括所有的空間、時間及其內容。它包括所有存在的事物、所有基本相互作用、物理變化和物理常數，因此也包括所有形式的物質和能量及其所形成的結構，其範圍小到次原子粒子，大到整個星系絲狀結構。根據當前主流的宇宙學理論——大爆炸理論，空間和時間在大約137.87±0.020 億年前共同誕生，從那時起，宇宙就開始不斷膨脹。今天，宇宙已經膨脹到只有部分範圍可被人類觀測，即所謂的可觀測宇宙，其直徑大約為930億光年，而整個宇宙的空間大小（如果有的話）仍然未知。
最早的一些宇宙學模型由古希臘和印度的哲學家提出，這些模型屬於地心說，也就是認為地球位於宇宙的中心。隨著幾個世紀以來天文觀測的進步，尼古拉·哥白尼提出了以太陽為太陽系中心的日心模型。艾薩克·牛頓在發展萬有引力定律時，借鑒了哥白尼的工作、約翰內斯·開普勒的行星運動定律以及第谷·布拉赫的觀測成果。
隨著觀測技術的進一步發展，人們逐漸認識到，太陽是銀河系中數千億顆恆星之一，而銀河系又是可觀測宇宙中數千億個星系之一。許多星系中的恆星擁有行星。在最大尺度上，星系在各個方向上均勻分佈，這意味著宇宙既沒有邊緣也沒有中心。在較小尺度上，星系以星系團和超星系團的形式分佈，這些結構在空間中形成巨大的絲狀結構和空洞，構成了類似泡沫的巨大結構。20世紀初的發現表明，宇宙有一個開端，並且自那時以來一直在膨脹。
根據大爆炸理論，隨著宇宙的膨脹，最初的能量和物質變得越來越稀疏。在大約10−32秒時發生了一次稱為暴脹時期的初始加速膨脹，隨後四種已知的基本力分離開來，宇宙逐漸冷卻並繼續膨脹，使得最早的次原子粒子和簡單原子得以形成。巨大的氫雲和氦雲逐漸被吸引到物質最密集的地方，形成了第一批星系、恆星以及今天所見到的一切。
透過研究引力對物質和光的影響，人們發現宇宙中包含的物質遠遠超過可見物體（如恆星、星系、星雲和星際氣體）所能解釋的數量。這種看不見的物質被稱為暗物質（「暗」意指有大量強有力的間接證據證明其存在，但尚未能直接探測到它），它與宇宙的其他部分一同誕生，並逐漸聚集成絲狀結構和空洞的泡沫狀結構，從而促成其他形式的物質聚集成可見的結構。ΛCDM模型是當前最廣泛接受的宇宙模型。該模型表明，宇宙中大約69.2%±1.2%的質量和能量是暗能量，這種能量導致了宇宙膨脹的加速，而大約25.8%±1.1%是暗物質。因此，普通（「重子」）物質僅佔宇宙的4.84%±0.1%。其中，恆星、行星和可見的氣體雲僅佔普通物質的約6%。
關於宇宙的終極命運，以及在大爆炸之前是否存在什麼，有許多競爭性的假說。與此同時，其他物理學家和哲學家則拒絕進行推測，因為他們懷疑是否有可能獲得關於先前狀態的資訊。一些物理學家提出了各種多元宇宙假說，認為我們的宇宙可能只是眾多宇宙中的一個。

## 定義
物理學的宇宙被定義為所有的時間與空間（兩者共同稱為時空）；這包含了電磁輻射及物質等所有能量的各種形態，進而組成行星、衛星、恆星、星系及星系際空間。宇宙也包含了影響能量與物質的物理定律，包含守恆定律、古典力學及相對論。
宇宙通常被定義為「存在的總和」，或是過去、現在及未來所有存在的萬物。事實上，部分哲學家及科學家認為宇宙的定義包含了數學、邏輯等等思想及抽象的概念。「宇宙」這個詞也可以指「世界」、「自然」等概念。

## 詞源

### 中文
「宇」，「宙」分別指屋檐和船檐。今義可追溯自戰國時期尸佼的著作《尸子》〈卷下〉篇：「上下四方曰宇，往古来今曰宙」，將「宇」指代空間的四方，「宙」則指代時間的延續。首次宇宙連用則出現於《莊子》〈齊物論〉：“旁日月，挟宇宙”，此處的「宇宙」意味著天地萬物以及時空的廣大。另有太空一詞，通常指「我們」以外的空間。「太」即「大」。

### 歐洲語言
宇宙的英語起源於古法語的，而該詞又源自於拉丁語的，為全部，大全的意思，大學（university）也有相同詞根。
西塞羅與後來的拉丁語作者曾使用過這個詞彙，與現代英語所使用的意義相同。
畢達哥拉斯以降的古希臘哲學家，將宇宙稱做（即Pan-，泛，一切），定義為一切的物質與空間，而（一切事物）則不包含空無狀態。另外一個同義詞則是（意義為世界、宇宙），宇宙學使用此詞根。拉丁語學者也常使用、等詞稱呼宇宙，且影響現今的語言，如德國以、與稱呼宇宙。英語中也能找到宇宙的同義詞，如（如萬有理論）、（如多世界詮釋）與（如自然法或自然哲學）。

## 大爆炸与年表
目前主流的宇宙演化模型是大爆炸理論。這一理論指出，宇宙最初處於極其高溫和致密的狀態，隨後經歷了膨脹和冷卻。這一模型建立在廣義相對論的基礎上，並採用了空間均勻性和各向同性等簡化假設。帶有宇宙學常數（Λ）和冷暗物質的版本，稱為ΛCDM模型，是目前最簡單且能合理解釋各種宇宙觀測現象的模型。
最初的高溫致密狀態被稱為普朗克時期，這是從時間零點延續到一個普朗克時間單位（約10−43秒）的一個極短暫階段。在普朗克時期，所有物質和能量都集中在一個高度致密的狀態中，而當今四種已知基本力中最弱的重力，被認為在當時與其他基本力一樣強，甚至可能所有基本力都是統一的。由於我們尚未理解這一段極早期階段的物理學（包括普朗克時期的量子引力），因此無法確定時間零點之前是否發生過任何事件。自普朗克時期以來，宇宙已經膨脹到目前的規模，並且據推測，在最初的10−32秒內發生了一個極短暫但極其劇烈的宇宙膨脹期。這一初期的膨脹解釋了為什麼宇宙的空間看起來如此平坦。
在宇宙誕生後的最初幾分之一秒內，四種基本力已經分離。隨著宇宙從極度高溫的狀態逐漸冷卻，各種次原子粒子在短暫的時期內開始形成，這些時期被稱為夸克時期、強子時期和輕子時期。這些時期總共加起來不到大爆炸後的10秒。這些基本粒子逐漸穩定結合成更大的組合體，包括穩定的質子和中子，之後這些粒子經由核融合形成了更複雜的原子核。
這一過程稱為太初核合成，持續了約17分鐘，並在大爆炸後約20分鐘結束，因此只有最快速且最簡單的反應得以發生。大約25%的質子和所有中子（以質量計）在這段時間內被轉化為氦，並生成少量的氘（氫的一種形式）和微量的鋰。其他元素則僅形成極微量。剩下的75%質子未參與反應，繼續作為氫原子核存在:27–42。
在核合成結束後，宇宙進入了一個被稱為光子時期的階段。在這段時間內，宇宙的溫度仍然過高，無法形成中性原子，因此宇宙充滿了高溫、致密且霧狀的等離子體，由帶負電的電子、中性中微子和帶正電的原子核組成。大約在37.7萬年後，宇宙的溫度逐漸降低，電子和原子核開始結合形成第一批穩定的原子。這一過程歷史上稱為「復合」，但實際上是電子與原子核的首次結合。與等離子體不同的是，中性原子對許多波長的光線是透明的，因此宇宙也首次變得透明。這些在原子形成時釋放（「退耦」）的光子至今仍然可見，構成了我們今天觀測到的宇宙微波背景輻射:15–27。
隨著宇宙膨脹，電磁輻射的能量密度下降得比物質更快，因為光子的能量隨著宇宙紅移逐漸減少。大約在宇宙誕生後47,000年，物質的能量密度超過了光子和中微子的能量密度，開始主導宇宙的大尺度行為。這一變化標誌著輻射主導時代的結束，以及物質主導時代的開始:390。
在宇宙的最初階段，微小的密度波動導致暗物質逐漸集中形成區域。普通物質受到引力的吸引，聚集到這些暗物質最密集的地方，形成了大型氣體雲，最終在這些區域誕生了恆星和星系，而在暗物質稀疏的地方則形成了宇宙的空洞。大約在宇宙誕生後的1到3億年間:333，第一批恆星誕生，稱為第三星族星。這些恆星可能非常巨大、明亮、缺乏金屬元素且壽命短暫。它們在大約2到5億年到10億年間，逐漸使宇宙再電離，並通過恆星核合成為宇宙帶來了比氦更重的元素。
宇宙中還存在一種神秘的能量，可能是一種純量場，被稱為暗能量，其密度隨時間保持不變。大約在宇宙誕生後98億年，宇宙的膨脹使得物質密度降到低於暗能量密度，這標誌著當前暗能量主導時代的開始。在這個時代，由於暗能量的影響，宇宙的膨脹速度正在加快。

## 物理特性
在四種基本相互作用力中，引力在天文尺度上是最主要的力量。引力的效應具有累積性；相比之下，正負電荷的效應傾向於相互抵消，這使得電磁力在天文尺度上，相對來說不那麼重要。剩下的兩種相互作用力，弱核力和強核力，隨著距離的增加迅速衰減，其效應主要限於亞原子尺度:1470。
宇宙中似乎擁有遠多於反物質的物質，這種不對稱現象可能與CP破壞有關。這種物質與反物質之間的失衡部分解釋了為何今天宇宙中仍然有物質存在，因為如果在大爆炸中物質與反物質的產生是對等的，它們會完全湮滅彼此，最終只留下光子作為相互作用的結果。這些定律包括高斯定律以及應力-能量-動量贗張量的無發散性。

### 大小與區域

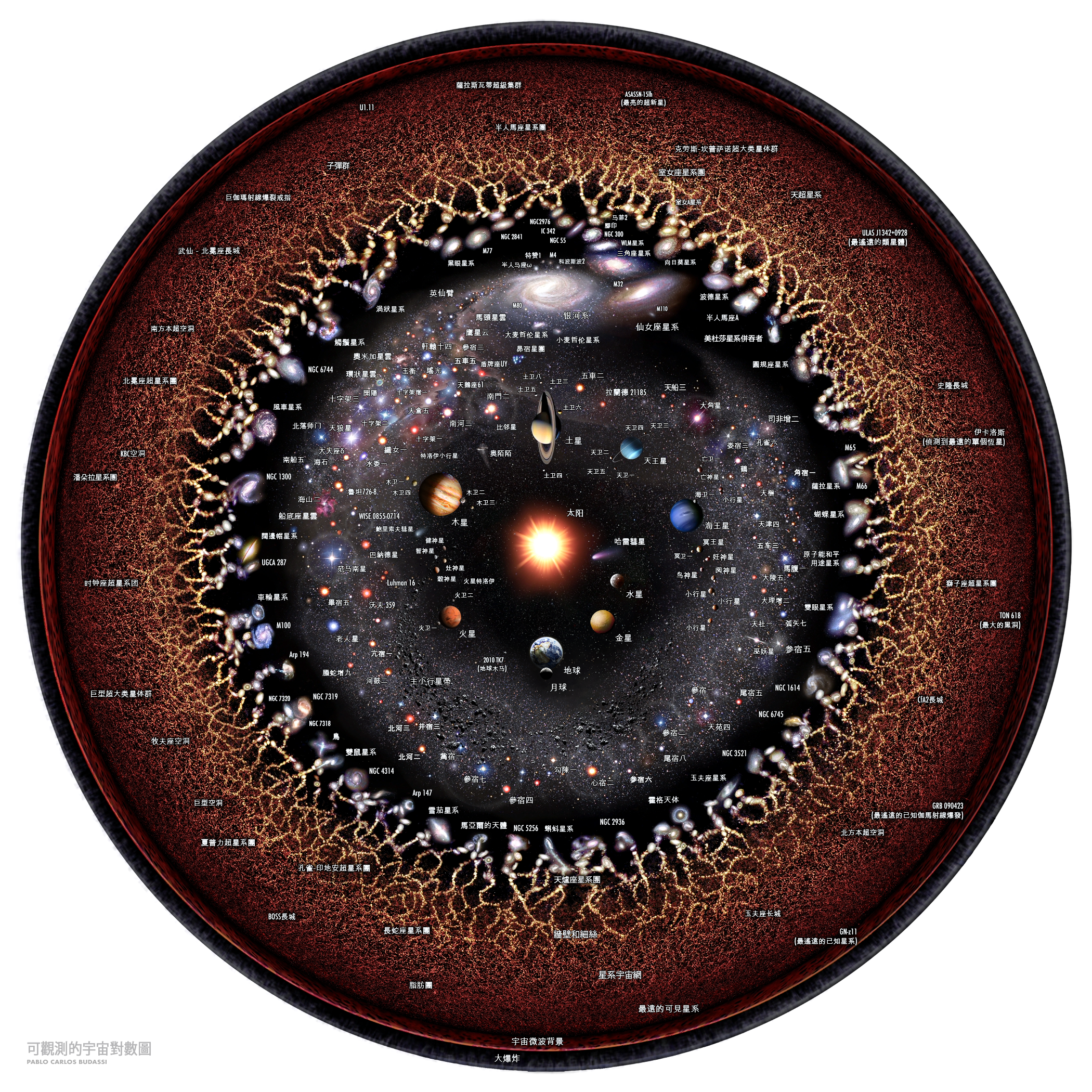
從地球發送的電視訊號永遠無法到達這張可觀測宇宙對數圖的邊緣。

根據廣義相對論，由於光速的限制以及宇宙不斷膨脹的原因，即使在宇宙的壽命內，某些遙遠的空間區域可能永遠無法與我們互相影響。舉例來說，即便宇宙可以無限存在，從地球發出的無線電訊號也可能無法抵達某些區域，因為空間膨脹的速度可能超過了光的傳播速度。
透過望遠鏡能夠觀測到的空間區域被稱為可觀測宇宙，這個範圍取決於觀測者所在的位置。從地球到可觀測宇宙邊緣的「適當距離」——也就是在特定時間（例如現在）測量的距離——約為460億光年（140億秒差距），因此可觀測宇宙的直徑約為930億光年（280億秒差距）。從可觀測宇宙邊緣傳到地球的光，行經的距離非常接近宇宙的年齡乘以光速的結果，即13.8 × 109光年（4.2 × 109秒差距），但這並不代表在任何特定時間的實際距離，因為自從光從宇宙邊緣發出後，這個邊緣與地球之間的距離已進一步擴大。
作為比較，一個典型星系的直徑大約是30,000光年（9,198秒差距），而兩個相鄰星系之間的距離通常約為300萬光年（919.8千秒差距）。例如，銀河系的直徑大約在100,000到180,000光年之間，而最近的姐妹星系——仙女座星系——距離銀河系約250萬光年。
由於人類無法觀測到可觀測宇宙邊界之外的空間，因此我們無法確定整個宇宙的大小屬於有限還是無限。有估計認為，如果宇宙是有限的，那麼其規模必須超過一個哈伯體積的250倍。一些具爭議的估算指出，若宇宙是有限的，其總體規模可能高達{\displaystyle 10^{10^{10^{122}}}}兆秒差距，這是根據哈圖-霍金量子態的一種推論所推測的結果。

### 年齡與膨脹
假設ΛCDM模型正確，根據多項實驗使用各種技術測量所得的參數，宇宙年齡的最佳估計值為137.99 ± 0.021億年（截至2015年）。

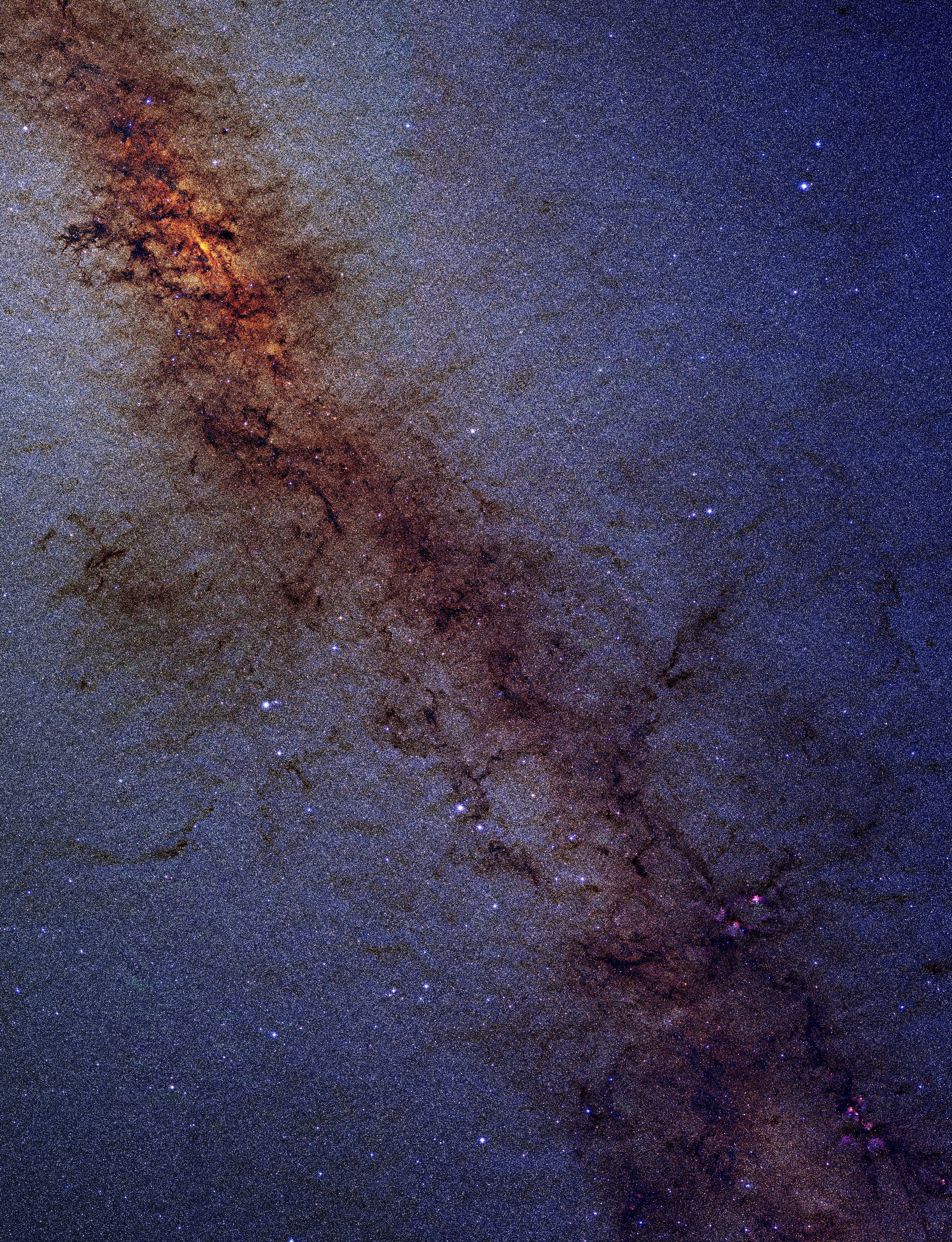
天文學家在銀河系中發現了一些幾乎有136億年歷史的恆星。

隨著時間的推移，宇宙及其內部結構不斷演化。例如，類星體和星系的相對數量發生了變化，並且宇宙也在不斷膨脹。我們從遙遠星系的光被紅移的觀測中推斷出這種膨脹，這表明這些星系正在遠離我們。對Ia超新星的分析顯示，宇宙的膨脹速度正在加快。
宇宙中的物質越多，物質之間的引力就越強。如果宇宙過於致密，將會重新塌縮成重力奇點。然而，如果宇宙中的物質過少，自身的引力將不足以形成星系或行星等天文結構。自大爆炸以來，宇宙一直在不斷膨脹。或許不足為奇的是，我們的宇宙恰好具有適當的質量–能量密度，大約相當於每立方公尺5個質子，這使得宇宙能夠在過去的138億年間膨脹，並有時間形成我們今天所觀測到的宇宙。
在宇宙中有一股動力作用於粒子，影響著宇宙的膨脹速度。1998年之前，科學家們普遍認為，由於宇宙中的引力相互作用，膨脹速度隨著時間的推移會逐漸減慢；因此，宇宙中有一個可觀測的量稱為減速參數，大多數宇宙學家預計該參數為正值，並且與宇宙的物質密度相關。然而，在1998年，兩個不同的研究團隊測得該減速參數為負值，約為-0.55，這從技術上意味著宇宙標度因子{\displaystyle {\ddot {a}}}的二階導數在過去50至60億年間一直為正值。

### 時空
現代物理學認為事件在時空中組織。這一概念起源於狹義相對論，該理論預測，如果一位觀察者看到兩個事件在不同地點同時發生，那麼另一位相對於第一位觀察者運動的觀察者將看到這些事件在不同時間發生:45–52。兩位觀察者對事件之間的時間{\displaystyle T}和分隔事件的距離{\displaystyle D}會有不同的觀點，但他們都會在光速{\displaystyle c}取得一致同意，並且在組合量{\displaystyle c^{2}T^{2}-D^{2}}的測量上得到相同的結果:80。這個量的絕對值平方根稱為兩個事件之間的間隔。這個間隔表示事件之間在時空中的分隔程度，而不僅僅是空間或時間中的分隔:84,136。
狹義相對論無法解釋引力。其後繼理論廣義相對論認識到時空並非固定不變而是動態的，並以此來解釋引力。在廣義相對論中，引力被重新定義為時空的曲率。像軌道這樣的曲線運動並不是某種力將物體從直線路徑上偏轉的結果，而是物體試圖在一個因其他質量存在而彎曲的背景中自由運動。物理學家約翰·惠勒的一句名言生動地概括了這一理論：「時空告訴物質如何運動；物質告訴時空如何彎曲。」因此無法將二者分開考慮。當引力效應較弱且物體運動速度遠低於光速時，廣義相對論的預測會近似於牛頓的引力理論（p. 327）。
物質分布與時空曲率之間的關係由愛因斯坦場方程描述，這需要使用張量微積分來表達（p. 43）。宇宙看起來像是一個平滑的時空連續體，由三個空間維度和一個時間維度構成。因此，物理宇宙中的一個事件可以用四個坐標來描述：(x, y, z, t)。從平均來看，可以觀察到空間幾乎是平坦的（曲率接近於零），這意味著歐幾里得幾何在大部分宇宙中是高度精確的經驗真理。時空似乎也具有單連通的拓撲結構，類似於一個球體，至少在可觀測宇宙的尺度上是如此。然而，現有觀測並不能排除以下可能性：宇宙存在更多的維度（如弦理論所假設的），以及時空可能具有多重連通的全域拓撲結構，類似於二維空間中的圓柱或環面拓撲結構。

### 形狀

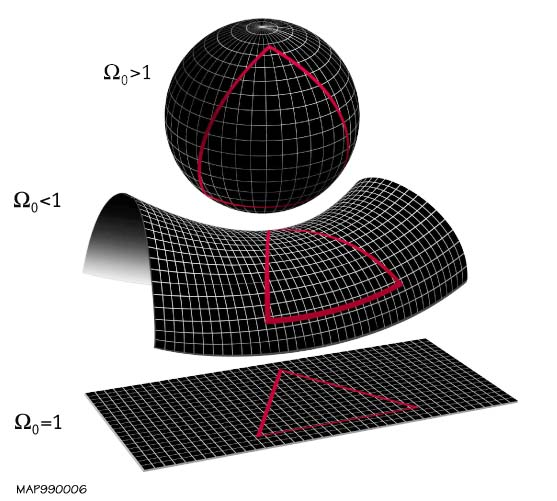
宇宙形狀的三種可能情况

廣義相對論描述了質量和能量（即引力）如何彎曲和扭曲時空。宇宙的拓撲或幾何包括可觀測宇宙的局部幾何和整個宇宙的全域幾何。宇宙學家通常會使用一個稱為同移座標的時空切片來研究宇宙。可觀測的時空區域由向後的光錐界定，它標識了宇宙學視界。宇宙學視界，也稱為粒子視界或光視界，是在宇宙的年齡內，粒子可以到達觀察者的最大距離。這個視界劃分了可觀測區域與不可觀測區域的邊界。
決定宇宙未來演化的一個重要參數是密度參數 (Ω)，它被定義為宇宙的平均物質密度與臨界密度的比值。根據Ω等於1、小於1還是大於1，宇宙可以具有3種可能的幾何結構，這些結構分別稱為平坦宇宙、開放宇宙和封閉宇宙。
根據宇宙背景探測者、威爾金森微波各向異性探測器和普朗克衛星對宇宙微波背景的測繪及觀測結果，表明宇宙有無限空間，但是具有有限的年齡，這與弗里德曼-勒梅特-羅伯遜-沃爾克度規的描述一致。該模型支持了暴脹模型和標準宇宙學模型，描繪了一個平坦、均勻的宇宙，現今由暗物質和暗能量所主導。

### 生命的支持
微調宇宙假說認為，宇宙中允許可觀測生命存在的條件，只有當某些基本物理常數位於非常狹窄的範圍內時才會出現。根據這一假說，如果若干基本常數中的任何一個稍有變化，宇宙很可能就無法適應物質、天文結構、元素多樣性或生命的形成與發展。這一假說是否成立，以及探討這個問題是否具有邏輯意義，都是廣泛爭論的話題。這一命題在哲學家、科學家、神學家以及創造論支持者之間都有討論。

## 成分
宇宙的組成幾乎完全是由暗能量、暗物質和普通物質構成。其他成分包括電磁輻射（估計佔宇宙總質量-能量的0.005%到接近0.01%）以及反物質。
宇宙中的物質和能量比例在其歷史進程中發生了變化。在過去的20億年中，宇宙內生成的電磁輻射總量大約減少了一半。如今，普通物質——包括原子、恆星、星系和生命——只佔宇宙總內容的4.9%。這種類型的物質當前密度極低，約為每立方厘米4.5 × 10−31克，相當於每4立方米空間內僅有一個質子。暗能量和暗物質的性質仍然未知。暗物質是一種尚未被識別的神秘物質，佔宇宙總內容的26.8%。而暗能量——這是一種存在於空間中的能量，導致宇宙膨脹加速——則佔剩下的68.3%。

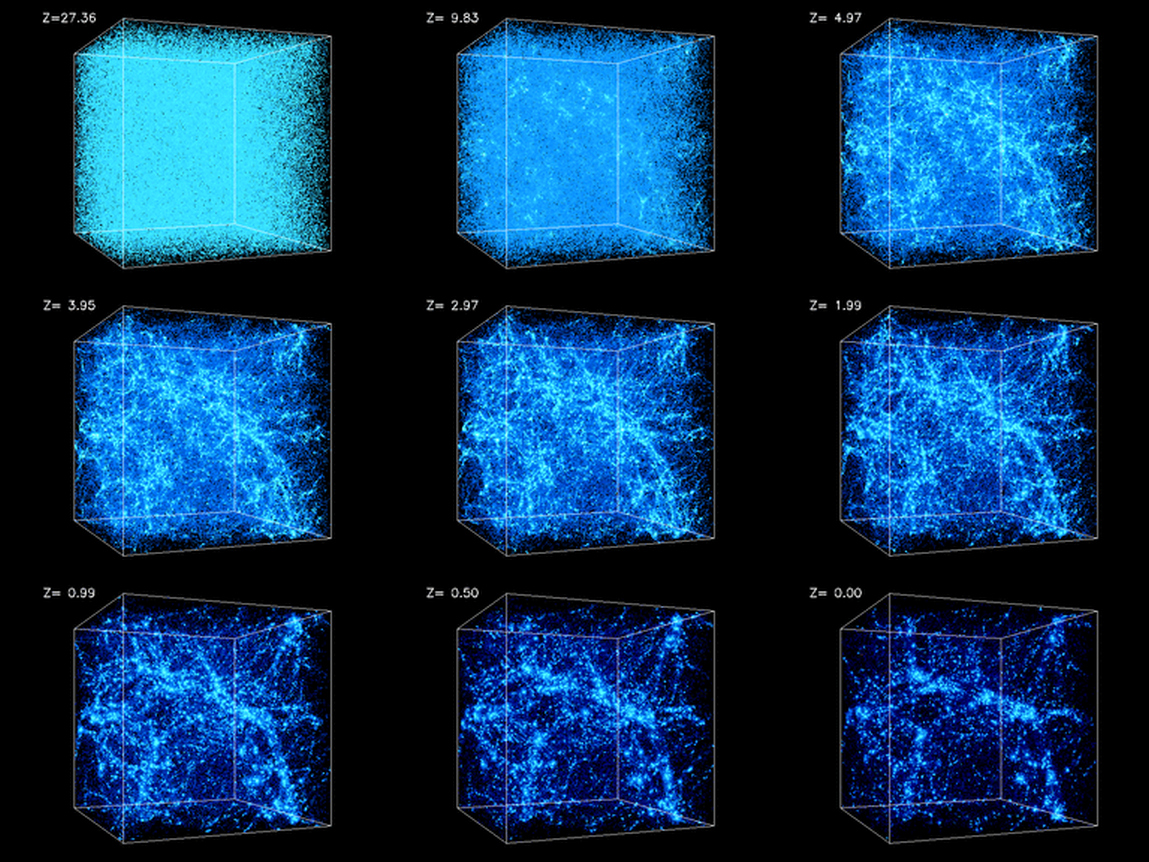
冷暗物質模式下星系團、大尺度纖維狀結構與暗能量的構成圖。本圖顯示了4,300萬秒差距（1.4億光年）範圍內，紅移值從30至現今的結構演化（左上z=27.36至右下z=0）。

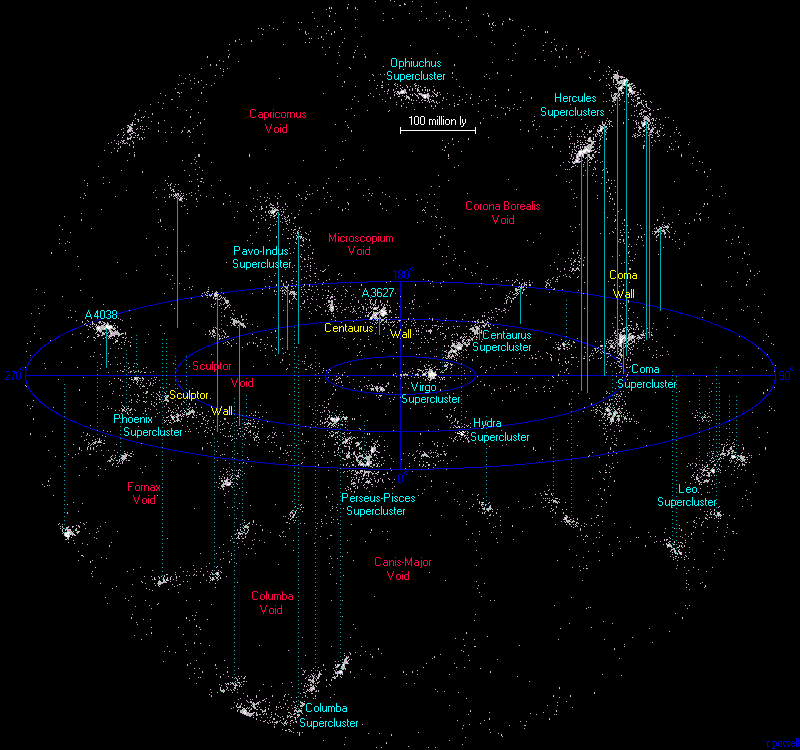
一幅地球附近的超星系團與空洞地圖。

物質、暗物質和暗能量在超過約3億光年的尺度上是均勻分佈的。然而，在較小的尺度上，物質呈現出層次性的聚集：許多原子凝聚成恆星，大多數恆星聚集成星系，大多數星系再聚集成星系團、超星系團，最終形成大規模的星系絲狀結構。可觀測宇宙中估計包含多達2兆個星系，並且總共估計有多達1024顆恆星——比地球上的沙粒總數還多（包括類地行星）；但比宇宙中的原子總數（約1082）要少，並且比暴脹宇宙中（包括已觀測和未觀測的部分）估計的恆星總數（約10100）要少。典型星系的大小範圍，小到擁有約1,000萬顆恆星的矮星系，大到擁有1兆顆恆星的巨型星系。在較大結構之間存在空洞，這些空洞的直徑通常在10到150百萬秒差距（約3,300萬至4.9億光年）之間。銀河系位於本星系群中，而本星系群隸屬於拉尼亞凱亞超星系團。這個超星系團的跨度超過5億光年，而本星系群的跨度超過1,000萬光年。宇宙中還存在著巨大的相對空無區域，已知最大的空洞直徑達到18億光年（550百萬秒差距）。

根據2008年的五年期WMAP數據，將當今宇宙的組成與大爆炸後38萬年時的組成進行比較。由於四捨五入的誤差，這些數字的總和並不等於100%。這反映了2008年時WMAP在定義暗物質和暗能量方面的能力限制。

可觀測宇宙在遠大於超星系團的尺度上呈現各向同性，這意味著從地球觀察到的宇宙統計性質，在所有方向上都相同。宇宙中充滿了高度各向同性的微波輻射，這些輻射對應於大約2.72548克耳文的熱平衡黑體波譜。宇宙在大尺度上均勻且具有各向同性，這一假設被稱為宇宙學原理。一個均勻且各向同性的宇宙，從任何觀察點看都相同，而且沒有中心。

### 暗能量
宇宙為何正在膨脹，長期以來都找不到比較好的解釋。目前假設可能是由於一股未知的能量充斥在宇宙空間中，稱之為「暗能量」。在質能等價的基礎上，暗能量的密度（6.91 × 10−27 kg/m3）比星系中普通物質或暗物質來得小。然而，在現今的暗能量時代，由於暗能量均勻分布於宇宙中，因此它支配著宇宙的質能。
目前科學家所提出暗能量的兩種型態，皆為宇宙學常數；其一是「靜態」的能量密度，它能均勻分佈在空間中，以及如第五元素或模數等純量場中；其二是「動態」的能量密度量數，會隨著空間與時間而有所變化。宇宙學常數通常也包含了恆定空間中純量場的貢獻。宇宙學常數可被定義為等同真空能量。如果純量場之間僅有非常微小的空間不均勻差異，那麼光從宇宙學常數就沒有辦法分辨出這些有差異的純量場。

### 暗物質
暗物質是一種假設性的物質，對所有電磁波譜都不可見，但卻構成了宇宙中大部分的物質。暗物質的存在和特性是通過它對可見物質、輻射和宇宙大規模結構的引力影響來推斷的。除了作為熱暗物質的中微子外，暗物質還沒有被直接探測到，這使它成為現代天文物理學中最大的謎題之一。暗物質既不發射也不吸收光或其他任何形式的電磁輻射。據估計，暗物質構成了宇宙總質能的26.8%和總物質的84.5%。

### 普通物質
宇宙質能中剩餘的4.9%是由普通物質構成，也就是原子、離子、電子以及由它們組成的物體。這包括了恆星（它們產生了我們從銀河系觀測到的幾乎所有光線）、星系間和星系際介質中的星際氣體、行星，以及日常生活中我們可以碰觸、感覺或壓縮的所有物體。宇宙中大多數普通物質實際上看不見，因為銀河和星團中的可見恆星和氣體所占的比例不到普通物質對宇宙質能密度貢獻的10%。
普通物質通常存在於四種狀態（或相態）：固態、液態、氣態和等離子態。然而，隨著實驗技術的進步，揭示了其他先前僅存在於理論中的相態，例如玻色–愛因斯坦凝聚態和費米子凝聚態。普通物質由兩種類型的基本粒子組成：夸克和輕子。例如，質子由兩個上夸克和一個下夸克組成；中子由兩個下夸克和一個上夸克組成；電子則是一種輕子。原子由原子核和環繞核運動的電子組成，其中原子核由質子和中子構成（兩者都是重子）:1476。
大爆炸後不久，隨著早期宇宙的溫度降至兩萬億度以下，原始的質子和中子從夸克-膠子電漿中形成。幾分鐘後，在一個稱為太初核合成的過程中，原子核由這些原始質子和中子生成。這次核合成主要形成了輕元素，即原子序數較小的元素，如鋰和鈹，但隨著原子序數的增加，重元素的豐度急劇減少。在這段時間內可能形成了一些硼，但下一個較重的元素碳並未大量生成。由於宇宙膨脹導致的溫度和密度迅速下降，太初核合成在大約20分鐘後結束。隨後的重元素則經由恆星核合成和超新星核合成形成。

### 粒子
普通物質及其所受的作用力可以用基本粒子來描述。這些粒子有時被稱為「基本」，是因為它們的內部結構尚未被揭示，目前也不確定它們是否由更小、更基本的粒子構成。在大多數當代模型中，這些粒子被認為是空間中的點。所有基本粒子目前都可以用量子力學來適當解釋，並展現出波粒二象性：它們的行為既有粒子性，也有波動性，具體特徵在不同情況下會有所不同。
標準模型是一個至關重要的理論，主要涉及電磁相互作用、弱核力和強核力。標準模型得到了實驗的支持，確認了組成物質的粒子——夸克和輕子，以及它們的「反物質」對應物的存在，並證實了介導這些相互作用的力粒子——光子、W及Z玻色子，以及膠子的存在。標準模型預測了最近發現的希格斯玻色子，它是一種粒子，代表著宇宙中一個能賦予粒子質量的場。由於在解釋多種實驗結果方面的成功，標準模型有時被稱為「幾乎萬有的理論」。然而，標準模型並未包含引力。一個真正的「萬有理論」尚未被提出。

#### 強子
強子是由夸克組成的複合粒子，經由強作用力結合在一起。強子分為兩類：重子（如質子和中子），由三個夸克組成；以及介子（如π介子），由一個夸克和一個反夸克組成。在強子中，質子很穩定，而被束縛在原子核中的中子也很穩定。其他強子在普通條件下很不穩定，因此在現代宇宙中所占比例微不足道:118–123。
在大爆炸後約10−6秒期間，稱為強子時期，宇宙的溫度已經下降到允許夸克結合成強子的程度，當時宇宙的質量主要由強子組成。最初，溫度仍然足夠高，能夠形成強子–反強子對，從而保持物質和反物質之間的熱平衡。然而，隨著宇宙溫度的進一步下降，強子–反強子對不再產生。大多數強子和反強子隨後在粒子–反粒子湮滅反應中被消滅，當宇宙大約一秒鐘時，僅留下少量強子殘餘:244–266。

#### 輕子
輕子是一種基本粒子，具有半整數自旋，不參與強相互作用，但受泡利不相容原理的限制；同一種輕子不能同時處於完全相同的狀態。輕子有兩大類：帶電輕子（又稱為類電子輕子）和中性輕子（通常指中微子）。電子是穩定的，也是宇宙中最常見的帶電輕子，而緲子和τ子則是不穩定的粒子，會在高能碰撞（如宇宙射線或粒子加速器中的碰撞）後迅速衰變。帶電輕子可以與其他粒子結合，形成如原子和正電子素等複合粒子。電子在幾乎所有化學過程中起著主導作用，因為它存在於原子中，並直接影響所有化學性質。中微子很少與其他物質相互作用，因此難以被觀測到。中微子遍布宇宙，但與正常物質的相互作用極為罕見。
輕子時期是宇宙早期演化過程中由輕子主導質量的階段。該階段大約在大爆炸後1秒開始，當時大多數強子和反強子在強子時期結束時已相互湮滅。在輕子時期，宇宙的溫度仍然足夠高，可以創造輕子–反輕子對，因此輕子和反輕子保持在熱平衡狀態。大約在大爆炸後10秒，宇宙的溫度已下降到無法再產生輕子–反輕子對的程度。隨後，大多數輕子和反輕子在湮滅反應中被消滅，只剩下少量輕子殘餘。此時，宇宙的質量由光子主導，進入了隨後的光子時期。

#### 光子
光子是光及所有其他形式電磁輻射的量子。它是電磁力的載體。由於光子具有零靜止質量，這使得它能夠進行長距離的相互作用，因此電磁力的效應在微觀和宏觀層面上都很容易觀察到:1470。
光子時期開始於輕子時期結束時，大部分輕子和反輕子在大爆炸後約10秒被湮滅。光子時期的最初幾分鐘內發生了核合成過程，創造了原子核。在光子時期的其餘時間內，宇宙中充滿了由原子核、電子和光子組成的高溫致密等離子體。大約在大爆炸後38萬年，宇宙的溫度下降到足以使原子核與電子結合形成中性原子的程度。結果，光子不再頻繁與物質相互作用，宇宙變得透明。來自這一時期的高度紅移的光子形成了宇宙微波背景。宇宙微波背景中可檢測到的微小溫度和密度變化是所有後來結構形成的早期「種子」:244–266。

## 生命宜居性
宇宙中生命存在的頻率一直是天文學和天體生物學研究的焦點議題，這包括德雷克方程及其不同解釋，從費米悖論（指我們尚未發現任何外星生命跡象的困境）到支持生物物理宇宙學的觀點，即認為生命是宇宙物理特性中固有的一部分。

## 宇宙學模型

### 基於廣義相對論的宇宙模型
廣義相對論是阿爾伯特·愛因斯坦於1915年提出的引力幾何學理論，也是現代物理學中對引力的主流解釋。這一理論構成了當今宇宙學模型的基礎。廣義相對論擴展了特殊相對論和牛頓的萬有引力定律，將引力解釋為時間與空間（也就是時空）的一種幾何屬性。更具體地說，時空的曲率與其中存在的物質和輻射的能量與動量有直接關聯。
這一關聯由一套偏微分方程系統界定，稱為愛因斯坦場方程式。在廣義相對論框架下，物質與能量的分布決定了時空的幾何結構，進而影響物質的加速運動。因此，解出愛因斯坦場方程式能夠描述宇宙的發展歷程。當這些方程式與關於宇宙中物質數量、類型與分布的實測數據結合時，廣義相對論便能夠描繪出宇宙隨時間演進的全貌。
基於宇宙論原則的假設，即宇宙在各處都呈現均勻且同向的性質下，一個描述宇宙的特定場方程式解稱為傅里德曼-勒梅特-羅伯遜-沃克度規：
{\displaystyle ds^{2}=-c^{2}dt^{2}+R(t)^{2}\left({\frac {dr^{2}}{1-kr^{2}}}+r^{2}d\theta ^{2}+r^{2}\sin ^{2}\theta \,d\phi ^{2}\right)}
其中(r,θ,φ)是指球座標系。這個度規只包含兩個未定義的參數，其中一個參數是無因次量的長度比例因子R，它描述了宇宙的尺度隨時間變化的情況（R的增加代表著宇宙的膨脹），另一個是曲率指數k，用來描述宇宙的幾何形態。k的值被定義為只能是三個數值之一：0，代表平面的歐幾里得幾何；1，代表正曲率的空間；或-1，代表正或負曲率的空間。R隨時間t的變化取決於k和宇宙常數Λ。宇宙常數代表空間真空的能量密度，與暗能量可能相關。描述R如何隨時間變化的方程式稱為弗里德曼方程式，以其發現者亞歷山大·弗里德曼之名命名。
R(t)的解取決於k和Λ，不過這些解有一些普遍的基本特性。最關鍵的一點是，宇宙的長度比例因子R只有在宇宙完全同向且具有正曲率（k=1）時才能保持恆定，且宇宙中每處的密度都必須達到一個特定值，這一觀點最早由阿爾伯特·愛因斯坦提出。然而，這種平衡狀態很不穩定：如果任何地方的密度與這個必要值（R）略有差異，這種差異將會隨著時間被放大。
其次，所有的解都指出，過去曾存在一個引力奇點，當時R變成零，物質和能量密度為無窮大。這個結論可能看起來不太確定，因為它基於完全均勻和同向的假設（即宇宙原理），以及僅考慮引力交互作用的重要性。然而，彭羅斯-霍金奇點定理表明，在極其廣泛的條件下，必然會存在奇點。因此，根據愛因斯坦場方程式，R從一個難以想象的熱和密集的狀態迅速增長，這種狀態是在重力奇異點之後立即形成的（當時R是一個小而有限的數值）；這正是大爆炸模型中對宇宙起源的核心描述。要理解大爆炸的奇點，可能需要一個尚未形成的量子引力理論。
再者，曲率指數k決定了在足夠大的長度（超過約十億光年）上平均恆定時空表面的曲率正負。若k=1，則曲率為正，意味著宇宙的體積是有限的。擁有正曲率的宇宙常被想象為嵌入四維空間中的三維球面。相反地，如果k是零或負，則宇宙的體積是無限的。雖然當R=0時，數學上預測在一瞬間就能創造出一個無限大且密度無窮的宇宙，這種結果看似違反直覺，但當k是非正值且符合宇宙論原則時，就有可能產生這種情況。作為類比，無限平面的曲率為零但面積無限；無限長的圓柱在一個方向上是有限的，而圓環面在兩個方向上都是有限的。圓環面形狀的宇宙可能表現得像一個有週期性邊界條件的正常宇宙。
宇宙的終極命運仍是一個未解之謎，因為這與曲率指數k和宇宙常數Λ有關。若宇宙密度足夠高，則k將為+1，意味著其平均曲率為正，宇宙最終將會在一場大擠壓中重新塌縮，這可能會觸發一次大反彈，形成新的宇宙。相反地，若宇宙密度不夠，k將為0或-1，宇宙將無限擴張，逐步冷卻，最終導致大凍結和宇宙的熱寂。現代的數據顯示宇宙擴張正在加速；如果這種加速過快，宇宙可能最終會經歷一次大撕裂。從觀測數據來看，宇宙似乎是平坦的（k=0），其整體密度非常接近於塌縮和永恆擴張之間的臨界值。

### 多重宇宙假說
一些理論推測，我們的宇宙僅是眾多互不相關的宇宙之一，這些宇宙總體被稱作多重宇宙，這一概念挑戰或擴展了對宇宙的傳統定義。在科學上，多重宇宙模型與神祕學的層界或模擬實境等概念有明顯區別。
馬克斯·泰格馬克提出了一套四類分類方案，用於區分科學家為解決物理學中各種問題而提出的不同多重宇宙類型。例如，一種多重宇宙來自於早期宇宙的混沌膨脹模型。另一種則源自於量子力學中的多世界詮釋。在這種解釋下，平行世界的形成類似於量子疊加和去相干，波函數的所有狀態在不同的世界中得以實現。實際上，在多世界觀中，多重宇宙會像全體波函數那樣來進化。如果創造了我們所在多重宇宙的大爆炸也創造了一系列的多重宇宙，那麼這一系列的波函數在某種意義上會有糾纏的特性。關於是否能從這一理論中提取有科學意義的概率，一直是並將繼續成為熱烈討論的主題，而且多世界解釋有多種版本（一般來說，對於量子力學詮釋存在著分歧）。
在泰格馬克的分類方案中，最不引起爭議但仍有爭議的多重宇宙類型是第一級。這一級的多重宇宙由我們自己宇宙中遙遠時空事件所構成。泰格馬克和其他人提出，如果空間是無限的，或足夠大且足夠均勻，則地球整個哈伯體積的相同歷史情況將會偶然重現。泰格馬克估算，我們最接近的所謂「分身」距離我們約為1010115米（遠超過古戈爾普勒克斯的雙重指數函數）。然而，這些論證的性質僅僅是推測。此外，從科學角度驗證一個相同哈伯體積的存在是不可能的。
這裡可以想象存在著互不相連的時空，每個時空都獨立存在卻無法相互影響。一個形象的比喻是一組分隔的肥皂泡：在其中一個肥皂泡上的觀察者原則上無法與其他肥皂泡上的觀察者互動。按照一種常用的術語，每一個時空的「肥皂泡」被稱作一個宇宙，而人類所處的特定時空也被稱作宇宙。這些分隔時空的總和被稱作多重宇宙。
按照這種術語，不同的宇宙之間不存在因果關係。理論上，這些不相連的宇宙可能擁有不同的時空維度和拓撲結構、不同類型的物質和能量，甚至不同的物理定律和常數，儘管這些都是純粹的推測。有些理論家認為，混沌膨脹過程中形成的每個泡泡都構成一個獨立的宇宙，但在這種模型中，這些宇宙都共享一個因果起點。

## 歷史概念
在歷史上，人們對宇宙（或宇宙學）及其起源有過許多不同的看法。希臘人和印度人首次提出宇宙是一個受客觀物理法則支配的概念。而古代中國的哲學則視宇宙為涵蓋一切空間和時間的整體。隨著幾個世紀以來天文觀察技術的提升，以及運動和引力理論的發展，人類對宇宙的了解變得日益精確。現代宇宙學的起點可追溯至阿爾伯特·愛因斯坦在1915年提出的廣義相對論，這一理論使我們能夠定量地預測宇宙的起源、演化過程及其最終命運。現今主流且被普遍接受的宇宙學理論大多基於廣義相對論，其中尤以大爆炸理論為核心。

### 神話
許多文化都有講述世界和宇宙如何起源的傳說。這些文化普遍將這些故事視為具有一定的真實性。然而，在那些信仰宇宙有超自然起源的人群中，對這些故事的理解和應用卻有諸多不同，例如從上帝直接創造現在的宇宙，到僅僅啟動了宇宙的運行（例如透過大爆炸和進化的機制）等等。
研究神話的民族學家和人類學家開發了多種分類方法，用以整理創世故事中出現的各種主題。比如，在某些故事中，世界是從一顆「世界蛋」中誕生，這類故事包括芬蘭的史詩《卡勒瓦拉》、中國的盤古傳說或印度的《梵天往世書》。另一些故事中，宇宙由單一實體自行創造，比如藏傳佛教中的本初佛概念、古希臘的大地之母蓋亞故事、阿茲特克的女神克亞特里庫神話、古埃及的亞圖姆神話，以及猶太-基督教創世紀的創世敘事，描述亞伯拉罕宗教的上帝創造宇宙的過程。又有故事描繪宇宙由男女神的結合而成，如毛利族的朗吉和帕帕故事。還有一些故事中，宇宙是由既有材料製造而成，如巴比倫史詩中利用提阿瑪特的屍體、或北歐神話中利用巨人尤彌爾的身體製造；或由混沌物質創造，如日本神話中的伊邪那岐和伊邪那美。在其他故事裡，宇宙則是從基本原則如梵和原質、塞雷爾人的創世神話，或道家的陰陽中發展而來。

### 哲學模型
前蘇格拉底的希臘哲學家和印度哲學家發展了一些最早的宇宙哲學概念。早期的希臘哲學家注意到，表象可能具有欺騙性，並試圖理解表象背後的真實性。他們特別關注物質的形態變化（例如冰變成水再變成蒸汽），並且有幾位哲學家提出，世界上的所有物質都是單一原始物質或始基的不同形式。泰勒斯是第一位提出這一觀點的哲學家，他認為這種原始物質是水。泰勒斯的學生阿那克西曼德認為一切源自無限的「無定」。阿那克西美尼則認為原始物質是空氣，因為空氣具有吸引和排斥的特性，能夠使始基凝結或解體為不同的形式。阿那克薩哥拉提出了「智性」的原理，而赫拉克利特則認為火是始基（並談及「理性」）。恩培多克勒提出，元素由土、水、空氣和火構成，他的四元素理論非常流行。像畢達哥拉斯一樣，柏拉圖認為所有事物都是由數字組成的，恩培多克勒的元素對應著柏拉圖立體。德謨克利特及後來的哲學家，特別是留基伯，提出宇宙是由在虛空（或真空）中運動的不可分割的原子所構成，但亞里士多德認為這不可能，因為空氣如同水一樣對運動產生阻力。空氣會立刻填滿真空，而且在沒有阻力的情況下，這一過程將以無限快的速度進行。
儘管赫拉克利特主張永恆的變化，他的同時期學者巴門尼德則強調不變性。巴門尼德的詩作《自然論》被解讀為認為所有變化都是幻覺，真正的根本現實永恆不變且具有單一性質，或者至少，每個存在事物的本質特徵必須永恆存在，沒有起源、變化或終結。他的學生埃利亞的芝諾以幾個著名的悖論挑戰了日常對運動的觀念。亞里士多德則透過發展可計數無窮大的概念以及無限可分的連續體來回應這些悖論。
印度哲學家迦那陀，勝論學派的創始人，提出了原子論的概念，並認為光和熱是同一種物質的不同形式。公元5世紀，佛教原子論哲學家陳那認為原子是無延時的點狀物，而且由能量構成。他們否認實質物質的存在，並認為運動由能量流的瞬間閃爍所構成。
時間有限的概念源自亞伯拉罕諸教（猶太教、基督教和伊斯蘭教）的創世教義。基督教哲學家約翰·費羅普勒斯提出了反對古希臘無限過去和未來觀念的哲學論證。菲洛波諾斯對無限過去的反對論點被早期伊斯蘭哲學家肯迪、猶太教哲學家薩阿迪亞·果昂（約瑟夫之子薩阿迪亞）和伊斯蘭教義學家阿布·哈米德·加札利所採用。
泛神論是一種哲學宗教信仰，認為宇宙本身就是神性，並且是至高無上的存在或實體。因此，物理宇宙被理解為一個包羅萬象且具有內在的神祇。「泛神論者」指的是那些認為「萬物構成一個統一體，並且這個統一體是神聖的，包含著一個包羅萬象、可顯現的神或女神」之人。

### 天文學概念

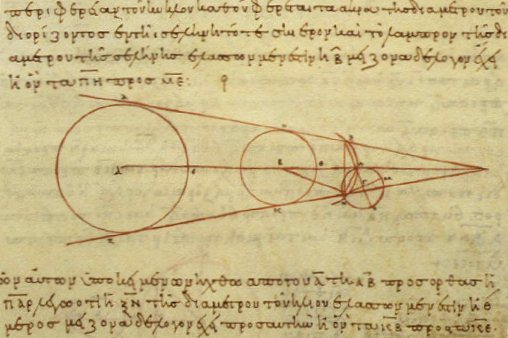
公元前3世紀，阿里斯塔克斯計算了太陽、地球和月球（從左到右）的相對大小，這些計算保存在公元10世紀的希臘抄本中。

現代天文學前身可辨識的最早書面記錄來自約公元前3000至1200年的古埃及和美索不達米亞。公元前7世紀的巴比倫天文學家認為，世界是一個被海洋包圍的平坦圓盤。
隨後的古希臘哲學家觀察天體運行，致力於發展基於經驗證據的宇宙模型。第一個連貫的宇宙模型由歐多克索斯提出，他是柏拉圖的學生，繼承了柏拉圖認為天體運動必須是圓形的理念。為了解釋行星運動中的複雜現象，特別是逆行運動，歐多克索斯的模型中包括了27個不同的天球：每顆肉眼可見的行星有四個天球，太陽和月亮各有三個天球，還有一個天球屬於恆星。這些天球全部以地球為中心，地球保持靜止，而天球則永恆地旋轉。亞里士多德進一步完善了這一模型，將天球的數量增加到55個，以解釋行星運動的更多細節。對亞里士多德而言，普通物質完全包含在地球圈內，並遵循與天體物質根本不同的規則。
亞里士多德之後的論文《論宇宙》（作者和日期不詳）中指出：「五種元素位於五個區域的球體中，較小的（元素）每次被較大的（元素）包圍——即地被水包圍，水被空氣包圍，空氣被火包圍，火被以太包圍——構成了整個宇宙。」這一模型由卡里普斯進一步完善，並在放棄同心球體後，由托勒密將其與天文觀測結果幾乎完美地進行匹配。這一模型的成功很大程度上歸因於數學上的事實，即任何函數（如行星的位置）都可以分解為一組圓函數（傅立葉級數）。其他希臘科學家，如畢達哥拉斯哲學家菲洛勞斯（根據約翰尼斯·斯托拜烏斯的記載），提出宇宙中心有一個「中央之火」，地球、太陽、月亮和行星圍繞它做均勻圓周運動。
古希臘天文學家阿里斯塔克斯是已知第一個提出日心模型的人。雖然他的原始著作已遺失，但阿基米德在《數沙者》中提到了阿里斯塔克斯的日心模型。阿基米德寫道：
蓋倫王，你知道，「宇宙」這個名稱是大多數天文學家用來稱呼一個球體的，這個球體的中心就是地球的中心，而它的半徑等於從太陽中心到地球中心的直線距離。這是你從天文學家那裡聽到的常見說法。但阿里斯塔克斯出版了一本書，提出了某些假設。根據這些假設，似乎這個宇宙比剛才提到的宇宙大許多倍。他的假設是，恆星和太陽保持不動，地球沿著圓周圍繞太陽運轉，太陽位於軌道的中心，而固定恆星的球體，與太陽位於同一中心，其大小如此之大，以至於他認為地球運行的圓周相對於固定恆星的距離，如同球體的中心相對於其表面一樣。
因此，阿里斯塔克斯認為恆星非常遙遠，並將這解釋為為什麼沒有觀測到恆星視差——即地球繞太陽運行時，恆星之間沒有相對移動的現象。事實上，恆星的距離比古代普遍認為的要遠得多，這就是為什麼只有使用精密儀器才能檢測到恆星視差的原因。地心模型由於能解釋行星視差，當時被認為是無法觀測到恆星視差的解釋。

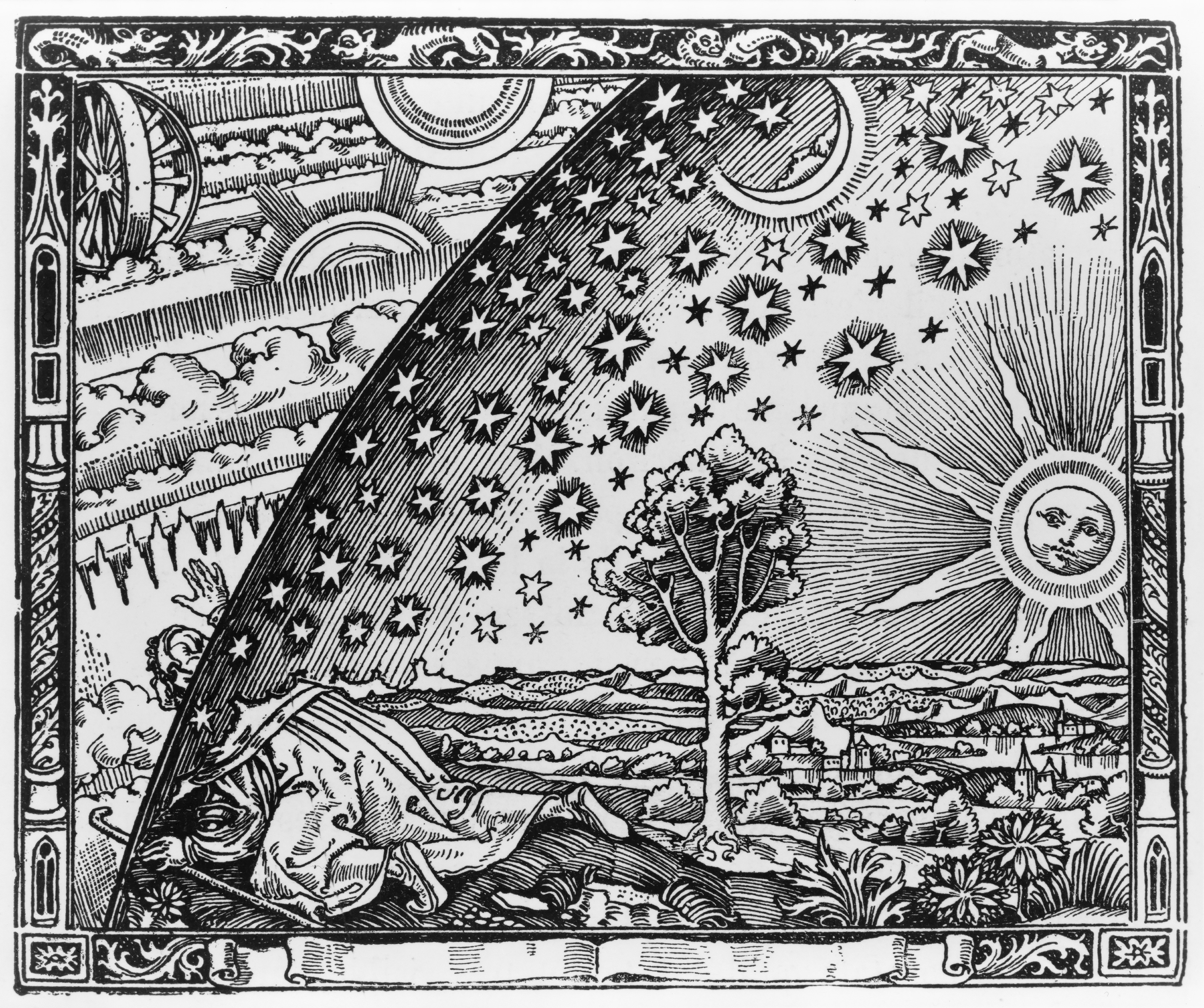
弗拉馬里翁版畫，1888年巴黎出版。

古代唯一已知支持阿里斯塔克斯日心模型的天文學家是塞琉西亞的塞琉古，他是一位生活在阿里斯塔克斯之後一個世紀的希臘化天文學家。根據普魯塔克的記載，塞琉古是第一個通過推理證明日心系統正確的人，但我們不知道他具體使用了什麼論據。塞琉古支持日心宇宙論的論據可能與潮汐現象有關。據史特拉波記載（1.1.9），塞琉古是第一位指出潮汐由月球引力引起的人，且潮汐的高度取決於月球相對於太陽的位置。另一種可能性是，他經由確定日心模型的幾何常數並發展計算行星位置的方法來證明日心說，類似於16世紀的尼古拉·哥白尼。在中世紀，波斯天文學家阿布·馬謝爾和西傑茲也提出了日心模型。

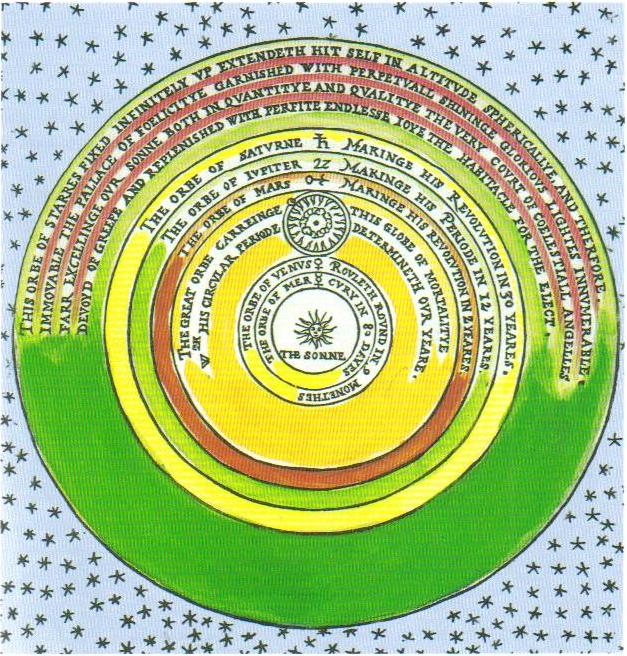
1576年，托馬斯·迪格斯提出的哥白尼日心說，修正了恆星不再局限於一個球體內，而是均勻分布在圍繞行星的空間中。

大約2,000年以來，亞里士多德的宇宙模型在西方世界被普遍接受，直到哥白尼重新提出阿里斯塔克斯的觀點，即如果地球繞軸自轉，並且太陽位於宇宙中心，天文數據就能有更合理的解釋。
將太陽安置在中心。因為誰會將這盞美麗廟宇的燈放在比這裡更好或更適合的位置，使其能同時照亮一切？——尼古拉·哥白尼，《天體運行論》第一卷第十章（1543年）
如哥白尼所述，地球自轉的觀念由來已久，至少可以追溯到菲洛勞斯（约前450年）、赫拉克利德·朋狄庫斯（约前350年）和畢達哥拉斯學派的埃克凡圖斯。大約在哥白尼之前一個世紀，基督教學者庫薩的尼各老在他的著作《有知識的無知》（On Learned Ignorance，1440年）中也提出了地球自轉的觀點。西傑茲同樣提出過地球繞軸自轉的觀點。使用彗星現象來證明地球自轉的實證證據由奈綏爾丁（1201年—1274年）和阿里·卡什吉（1403年—1474年）提出。
這一宇宙學被艾薩克·牛頓、克里斯蒂安·惠更斯及後來的科學家所接受。牛頓證明了相同的運動和引力定律適用於地球上的物質和天體物質，使得亞里士多德對兩者的區分變得過時。埃德蒙·哈雷（1720年）和尚-菲利浦·德·歇索（1744年）分別指出，如果假設一個無限的空間均勻地充滿了恆星，那麼夜空應該會與太陽一樣明亮；這一現象在19世紀被稱為奧伯斯悖論。牛頓認為，一個均勻充滿物質的無限空間會導致無限的力和不穩定性，最終使物質在自身引力作用下向內塌縮。這種不穩定性在1902年由金斯不穩定性準則進行闡明。解決這些悖論的其中一個方法是沙利葉宇宙模型，在這一模型中，物質以分形的方式層次分明地排列（如環繞體系中的物體本身又在更大的體系內環繞，無限重複），使得整個宇宙的總體密度可以忽略不計；這一宇宙模型也早在1761年由約翰·海因里希·朗伯提出過。
在18世紀，伊曼努爾·康德推測星雲可能是獨立於銀河系之外的整個星系，1850年，亞歷山大·馮·洪堡將這些獨立的星系稱為「世界島嶼」（Weltinseln），這個術語後來發展為「島宇宙」。1919年，隨著胡克望遠鏡的建成，當時的主流觀點認為宇宙完全由銀河系組成。愛德溫·哈伯使用胡克望遠鏡，在幾個螺旋星雲中發現了造父變星，並在1922至1923年期間證實仙女座星雲和三角座星雲等是我們銀河系之外的完整星系，從而證明宇宙是由無數星系組成的。
現代物理宇宙學的時代始於1917年，當時阿爾伯特·愛因斯坦首次將他的廣義相對論應用於建立宇宙模型的結構和動態。本時期的發現及尚未解答的問題已在上面各章節中概述。

### 註解
1. 1 2  根據現代物理學，特別是相對論，空間和時間本質上相互聯繫，統一為時空的概念。
2. ↑  儘管引用的來源以兆秒差距為單位來表達這個數字，但由於它極其龐大，不論使用奈米還是吉秒差距等常規單位來表示，數字本身幾乎不會改變，因為這些差異會被誤差所掩蓋。

### 引用
1. ↑  . spacetelescope.org.   [2017-04-30]. （原始内容存档于2017-05-04）.
2. 1 2  Planck Collaboration. . Astronomy & Astrophysics. 2016, 594: A13, Table 4. Bibcode:2016A&A...594A..13P. S2CID 119262962. arXiv:1502.01589 . doi:10.1051/0004-6361/201525830.
3. 1 2 3 4  Greene, Brian. . Alfred A. Knopf. 2011.
4. ↑  Bars, Itzhak; Terning, John. . Springer. 2009: 27–  [2011-05-01]. ISBN 978-0-387-77637-8.
5. ↑  Davies, Paul. . First Mariner Books. 2006: 43ff. ISBN 978-0-618-59226-5.
6. 1 2  NASA/WMAP Science Team. . NASA. 2014-01-24  [2015-02-17]. （原始内容存档于2008-03-10）.
7. 1 2  Fixsen, D.J. . The Astrophysical Journal. 2009, 707 (2): 916–920. Bibcode:2009ApJ...707..916F. ISSN 0004-637X. S2CID 119217397. arXiv:0911.1955 . doi:10.1088/0004-637X/707/2/916.
8. 1 2 3  . Matthew Francis. Ars technica. 2013-03-21  [2015-08-21]. （原始内容存档于2019-05-02）.
9. ↑  NASA/WMAP Science Team. . NASA. 2014-01-24  [2015-04-16]. （原始内容存档于2008-03-09）.
10. 1 2  Zeilik, Michael; Gregory, Stephen A.  4th. Saunders College Publishing. 1998. ISBN 978-0-03-006228-5. 所有空間和時間的總和，即一切過去、現在和未來的存在。
11. ↑  Planck Collaboration; Aghanim, N.; Akrami, Y.; Ashdown, M.; Aumont, J.; Baccigalupi, C.; Ballardini, M.; Banday, A. J.; Barreiro, R. B.; Bartolo, N.; Basak, S. . Astronomy & Astrophysics. September 2020, 641: A6. Bibcode:2020A&A...641A...6P. ISSN 0004-6361. S2CID 119335614. arXiv:1807.06209 . doi:10.1051/0004-6361/201833910.
12. ↑  Dold-Samplonius, Yvonne. . Franz Steiner Verlag. 2002.
13. 1 2 3 4  Glick, Thomas F.; Livesey, Steven; Wallis, Faith. . Routledge. 2005. ISBN 978-0-415-96930-7. OCLC 61228669.
14. ↑  Carroll, Bradley W.; Ostlie, Dale A.  International. Pearson. 2013: 1173–1174  [2018-05-16]. ISBN 978-1-292-02293-2. （原始内容存档于2019-12-28） （英语）.
15. 1 2  Hawking, Stephen. . Bantam Books. 1988: 43. ISBN 978-0-553-05340-1.
16. ↑  Redd, Nola. . Space.com.   [2018-02-01]. （原始内容存档于2018-02-01）.
17. 1 2 3  .   [2018-05-16]. （原始内容存档于2018-07-27）.
18. 1 2  Persic, Massimo; Salucci, Paolo. . Monthly Notices of the Royal Astronomical Society. 1992-09-01, 258 (1): 14P–18P. Bibcode:1992MNRAS.258P..14P. ISSN 0035-8711. S2CID 17945298. arXiv:astro-ph/0502178 . doi:10.1093/mnras/258.1.14P .
19. 1 2 3 4 5 6 7  Ellis, George F. R.; Kirchner, U.; Stoeger, W. R. . Monthly Notices of the Royal Astronomical Society. 2004, 347 (3): 921–936. Bibcode:2004MNRAS.347..921E. S2CID 119028830. arXiv:astro-ph/0305292 . doi:10.1111/j.1365-2966.2004.07261.x .
20. ↑  . BBC News. 2011-08-03  [2023-02-14]. （原始内容存档于2023-02-14） （英国英语）.
21. ↑  . . Encyclopaedia Britannica Inc. 2012  [2018-02-17]. （原始内容存档于2021-06-09）.
22. ↑  . Merriam-Webster Dictionary.   [2012-09-21]. （原始内容存档于2012-10-22）.
23. ↑  . Dictionary.com.   [2012-09-21]. （原始内容存档于2012-10-23）.
24. 1 2  Schreuder, Duco A. . Archway Publishing. 2014-12-03: 135  [2021-06-28]. ISBN 978-1-4808-1294-9. （原始内容存档于2021-04-22）.
25. ↑  Mermin, N. David. . Physics Today. 2004, 57 (5): 10. Bibcode:2004PhT....57e..10M. doi:10.1063/1.1768652 .
26. ↑  Tegmark, Max. . Foundations of Physics. 2008, 38 (2): 101–50. Bibcode:2008FoPh...38..101T. S2CID 9890455. arXiv:0704.0646 . doi:10.1007/s10701-007-9186-9. A short version of which is available at Fixsen, D. J. . 2007. arXiv:0709.4024  [physics.pop-ph]. in reference to David Mermin's famous quote "shut up and calculate!"[25]
27. ↑  Holt, Jim. . Liveright Publishing. 2012: 308.
28. ↑  Ferris, Timothy. . Simon & Schuster. 1997: 400.
29. ↑  Copan, Paul; William Lane Craig. . Baker Academic. 2004: 220. ISBN 978-0-8010-2733-8.
30. ↑  Bolonkin, Alexander. . Elsevier. November 2011: 3–  [2021-06-28]. ISBN 978-0-12-415801-6. （原始内容存档于2021-02-08）.
31. ↑  許慎.  . 维基文库.
32. ↑  尸佼.  . 维基文库.
33. 1 2  金木利憲.  (PDF). 明治大学日本文学. 2012-03-31, 38: 1–16  [2024-10-05]. hdl:10291/16208. （原始内容存档 (PDF)于2024-06-16） （日语）.
34. ↑  莊子.  . 维基文库.
35. ↑  The Compact Edition of the Oxford English Dictionary, volume II, Oxford: Oxford University Press, 1971, p. 3518.
36. ↑  Lewis, C. T. and Short, S (1879) A Latin Dictionary, Oxford University Press, ISBN 978-0-19-864201-5, pp. 1933, 1977–1978.
37. ↑  Liddell; Scott. .   [2020-10-06]. （原始内容存档于2018-11-06）. πᾶς
38. ↑  Liddell; Scott. .   [2020-10-06]. （原始内容存档于2018-11-06）. ὅλος
39. ↑  Liddell; Scott. .   [2020-10-06]. （原始内容存档于2018-11-06）. κόσμος
40. ↑  Lewis, C. T.; Short, S. . Oxford University Press. 1879: 1881–1882, 1175, 1189–1190. ISBN 0-19-864201-6.
41. ↑   II. Oxford: Oxford University Press. 1971: 909, 569, 3821–3822, 1900. ISBN 978-0198611172.
42. ↑  Silk, Joseph. . Templeton Pressr. 2009: 208.
43. ↑  Singh, Simon. . Harper Perennial. 2005: 560. Bibcode:2004biba.book.....S.
44. ↑  Sivaram, C. . Astrophysics and Space Science. 1986, 125 (1): 189–199. Bibcode:1986Ap&SS.125..189S. S2CID 123344693. doi:10.1007/BF00643984.
45. 1 2  Johnson, Jennifer A. . Science. February 2019, 363 (6426): 474–478. Bibcode:2019Sci...363..474J. ISSN 0036-8075. PMID 30705182. S2CID 59565697. doi:10.1126/science.aau9540  （英语）.
46. 1 2 3  Durrer, Ruth. . Cambridge University Press. 2008. ISBN 978-0-521-84704-9.
47. 1 2  Steane, Andrew M. . Oxford University Press. 2021. ISBN 978-0-192-89564-6.
48. ↑  Larson, Richard B. & Bromm, Volker. . Scientific American. March 2002  [2015-06-09]. （原始内容存档于2015-06-11）.
49. ↑  Ryden, Barbara, "Introduction to Cosmology", 2006, eqn. 6.33
50. 1 2 3  Urone, Paul Peter;  et al. . OpenStax. 2022  [2023-02-13]. ISBN 978-1-951-69360-2. （原始内容存档于2023-02-13）.
51. ↑  . Particle Physics and Astronomy Research Council. 2003-10-28  [2006-08-10]. （原始内容存档于2004-03-07）.
52. ↑  Smorra C.;  et al.  (PDF). Nature. 2017-10-20, 550 (7676): 371–374  [2019-08-25]. Bibcode:2017Natur.550..371S. PMID 29052625. S2CID 205260736. doi:10.1038/nature24048 . （原始内容存档 (PDF)于2018-10-30）.
53. ↑  Landau & Lifshitz (1975，第361頁)：「有趣的是，在封閉空間中，總電荷必須為零。也就是說，在有限空間中的每個封閉表面，其兩側都包圍著一個有限的空間區域。因此，通過這個表面的電場通量，一方面等於表面內部的總電荷，另一方面則等於表面外部的總電荷，但符號相反。因此，表面兩側電荷的總和為零。」
54. ↑  Kaku, Michio. . Knopf Doubleday Publishing Group. 2008: 202–. ISBN 978-0-385-52544-2.
55. 1 2  Bars, Itzhak; Terning, John. . Springer. 2018: 27–  [2018-10-19]. ISBN 978-0-387-77637-8.
56. ↑  Crockett, Christopher. . EarthSky. 2013-02-20  [2015-02-20]. （原始内容存档于2015-02-20）.
57. 1 2  Rindler 1977，第196頁.
58. ↑  Christian, Eric; Samar, Safi-Harb. .   [2007-11-28]. （原始内容存档于1999-02-02）.
59. ↑  Hall, Shannon. . Space.com. 2015-05-04  [2015-06-09]. （原始内容存档于2015-06-07）.
60. ↑  Ribas, I.; Jordi, C.; Vilardell, F.; Fitzpatrick, E. L.; Hilditch, R. W.; Guinan, F. Edward. . Astrophysical Journal. 2005, 635 (1): L37–L40. Bibcode:2005ApJ...635L..37R. S2CID 119522151. arXiv:astro-ph/0511045 . doi:10.1086/499161.
McConnachie, A.W.; Irwin, M.J.; Ferguson, A.M.N.; Ibata, R.A.; Lewis, G.F.; Tanvir, N. . Monthly Notices of the Royal Astronomical Society. 2005, 356 (4): 979–997. Bibcode:2005MNRAS.356..979M. arXiv:astro-ph/0410489 . doi:10.1111/j.1365-2966.2004.08514.x .
61. ↑  Janek, Vanessa. . Universe Today. 2015-02-20  [2015-06-06]. （原始内容存档于2021-12-16）.
62. ↑  . Philip Gibbs. 1997  [2015-06-06]. （原始内容存档于2010-03-10）.
63. ↑  Vardanyan, M.; Trotta, R.; Silk, J. . Monthly Notices of the Royal Astronomical Society: Letters. 2011-01-28, 413 (1): L91–L95. Bibcode:2011MNRAS.413L..91V. S2CID 2616287. arXiv:1101.5476 . doi:10.1111/j.1745-3933.2011.01040.x .
64. ↑  Schreiber, Urs. . The n-Category Café. University of Texas at Austin. 2008-06-06  [2020-06-01]. （原始内容存档于2020-07-01）.
65. ↑  Don N. Page. . Journal of Cosmology and Astroparticle Physics. 2007, 2007 (1): 004. Bibcode:2007JCAP...01..004P. S2CID 17403084. arXiv:hep-th/0610199 . doi:10.1088/1475-7516/2007/01/004.
66. ↑  Berardelli, Phil. . Science News. 2010-03-25  [2022-07-30]. （原始内容存档于2022-03-25）.
67. ↑  Riess, Adam G.; Filippenko; Challis; Clocchiatti; Diercks; Garnavich; Gilliland; Hogan; Jha; Kirshner; Leibundgut; Phillips; Reiss; Schmidt; Schommer; Smith; Spyromilio; Stubbs; Suntzeff; Tonry. . Astronomical Journal. 1998, 116 (3): 1009–1038. Bibcode:1998AJ....116.1009R. S2CID 15640044. arXiv:astro-ph/9805201 . doi:10.1086/300499.
68. ↑  Perlmutter, S.; Aldering; Goldhaber; Knop; Nugent; Castro; Deustua; Fabbro; Goobar; Groom; Hook; Kim; Kim; Lee; Nunes; Pain; Pennypacker; Quimby; Lidman; Ellis; Irwin; McMahon; Ruiz-Lapuente; Walton; Schaefer; Boyle; Filippenko; Matheson; Fruchter;  et al. . Astrophysical Journal. 1999, 517 (2): 565–586. Bibcode:1999ApJ...517..565P. S2CID 118910636. arXiv:astro-ph/9812133 . doi:10.1086/307221.
69. ↑  Serway, Raymond A.; Moses, Clement J.; Moyer, Curt A. . Cengage Learning. 2004: 21. ISBN 978-1-111-79437-8.
70. ↑  Fraknoi, Andrew;  et al. . OpenStax. 2022: 1017  [2023-02-14]. ISBN 978-1-951-69350-3. （原始内容存档于2023-02-14）.
71. ↑  .   [2015-04-16]. （原始内容存档于2015-04-17）.
72. ↑  Overbye, Dennis. . New York Times. 2003-10-11  [2017-02-20]. （原始内容存档于2017-07-01）.
73. ↑  Schutz, Bernard.  2nd. Cambridge University Press. 2009: 142, 171. ISBN 978-0-521-88705-2.
74. 1 2 3  Mermin, N. David.  Princeton Science Library paperback. Princeton University Press. 2021 [2005]. ISBN 978-0-691-12201-4. OCLC 1193067111.
75. ↑  Brill, Dieter; Jacobsen, Ted. . General Relativity and Gravitation. 2006, 38 (4): 643–651. Bibcode:2006GReGr..38..643B. CiteSeerX 10.1.1.338.7953 . S2CID 119067072. arXiv:gr-qc/0407022 . doi:10.1007/s10714-006-0254-9.
76. ↑  Wheeler, John Archibald. . W. W. Norton & Company. 2010  [2023-02-17]. ISBN 978-0-393-07948-7. （原始内容存档于2023-02-17） （英语）.
77. ↑  Kersting, Magdalena. . Physics Education. May 2019, 54 (3): 035008. Bibcode:2019PhyEd..54c5008K. ISSN 0031-9120. S2CID 127471222. doi:10.1088/1361-6552/ab08f5 . hdl:10852/74677 .
78. ↑  Goldstein, Herbert; Poole, Charles P.; Safko, John L.  3rd. San Francisco: Addison Wesley. 2002. ISBN 0-201-31611-0. OCLC 47056311.
79. ↑  Goodstein, Judith R. . Providence, Rhode Island: American Mathematical Society. 2018: 143  [2024-08-24]. ISBN 978-1-4704-2846-4. OCLC 1020305599. （原始内容存档于2024-08-29）.
80. ↑  Choquet-Bruhat, Yvonne. . Oxford: Oxford University Press. 2009. ISBN 978-0-19-155226-7. OCLC 317496332.
81. ↑  Prescod-Weinstein, Chanda. . New York, New York: Bold Type Books. 2021  [2023-02-17]. ISBN 978-1-5417-2470-9. OCLC 1164503847. （原始内容存档于2022-02-21） （美国英语）.
82. ↑  . map.gsfc.nasa.gov.   [2023-02-14]. （原始内容存档于2022-12-04）.
83. 1 2  Luminet, Jean-Pierre; Weeks, Jeffrey R.; Riazuelo, Alain; Lehoucq, Roland; Uzan, Jean-Philippe. . Nature (Submitted manuscript). 2003-10-09, 425 (6958): 593–595  [2018-08-21]. Bibcode:2003Natur.425..593L. PMID 14534579. S2CID 4380713. arXiv:astro-ph/0310253 . doi:10.1038/nature01944. （原始内容存档于2021-05-17）.
84. ↑  Luminet, Jean-Pierre; Roukema, Boudewijn F. . . 1999. Bibcode:1999ASIC..541..117L. arXiv:astro-ph/9901364 .
85. ↑  Edward Robert Harrison. . Cambridge University Press. 2000: 447–  [2011-05-01]. ISBN 978-0-521-66148-5. （原始内容存档于2016-08-26）.
86. ↑  Andrew R. Liddle; David Hilary Lyth. . Cambridge University Press. 2000-04-13: 24–  [2011-05-01]. ISBN 978-0-521-57598-0. （原始内容存档于2019-01-07）.
87. ↑  . National Aeronautics and Space Administration. NASA.   [2015-08-23]. （原始内容存档于2019-10-15）.
88. ↑  Will the Universe expand forever?, WMAP website at NASA.
89. ↑  Roukema, Boudewijn; Zbigniew Buliński; Agnieszka Szaniewska; Nicolas E. Gaudin. . Astronomy and Astrophysics. 2008, 482 (3): 747. Bibcode:2008A&A...482..747L. arXiv:0801.0006 . doi:10.1051/0004-6361:20078777.
90. ↑  Aurich, Ralf; Lustig, S.; Steiner, F.; Then, H. . Classical and Quantum Gravity. 2004, 21 (21): 4901–4926. Bibcode:2004CQGra..21.4901A. arXiv:astro-ph/0403597 . doi:10.1088/0264-9381/21/21/010.
91. ↑  Planck Collaboration. . Astronomy & Astrophysics. 2014, 571: A16. Bibcode:2014A&A...571A..16P. S2CID 118349591. arXiv:1303.5076 . doi:10.1051/0004-6361/201321591.
92. ↑  . Michael Banks. Physics World. 2013-03-21  [2013-03-21]. （原始内容存档于2013-03-24）.
93. ↑  Friederich, Simon. . The Stanford Encyclopedia of Philosophy. Center for the Study of Language and Information (CSLI), Stanford University. 2021-11-12  [2022-02-15]. （原始内容存档于2023-10-10）.
94. ↑  Isaak, Mark (编). . Index to Creationist Claims. TalkOrigins Archive. 2005  [2007-10-31]. （原始内容存档于2014-07-01）.
95. ↑  Fritzsche, Hellmut. . : 1.   [2015-07-26]. （原始内容存档于2015-08-31）.
96. ↑   (PDF). Physics 7:Relativity, SpaceTime and Cosmology. University of California Riverside.   [2015-07-26]. （原始内容 (PDF)存档于2015-09-05）.
97. ↑  . learner.org. Harvard-Smithsonian Center for Astrophysics Annenberg Learner.   [2015-07-27]. （原始内容存档于2015-09-07）.
98. ↑  . Timothy Ferris. National Geographic. 2015  [2015-12-29]. （原始内容存档于2016-03-04）.
99. ↑  Redd, SPACE.com, Nola Taylor. . Scientific American.   [2015-08-11]. （原始内容存档于2015-08-12）.
100. ↑  Parr, Will;  et al. . Space.com.   [2015-08-20]. （原始内容存档于2015-08-13）.
101. 1 2  Sean Carroll, Ph.D., Caltech, 2007, The Teaching Company, Dark Matter, Dark Energy: The Dark Side of the Universe, Guidebook Part 2. p. 46, Accessed October 7, 2013, "……暗物質：一種無形的、基本上不會發生碰撞的物質組成部分，佔了宇宙中大約25%的能量密度……這是一種不同的粒子……在實驗室中尚未被觀察到……"
102. 1 2 3  Peebles, P. J. E. & Ratra, Bharat. . Reviews of Modern Physics. 2003, 75 (2): 559–606. Bibcode:2003RvMP...75..559P. S2CID 118961123. arXiv:astro-ph/0207347 . doi:10.1103/RevModPhys.75.559.
103. ↑  Mandolesi, N.; Calzolari, P.; Cortiglioni, S.; Delpino, F.; Sironi, G.; Inzani, P.; Deamici, G.; Solheim, J.-E.; Berger, L.; Partridge, R.B.; Martenis, P.L.; Sangree, C.H.; Harvey, R.C. . Nature. 1986, 319 (6056): 751–753. Bibcode:1986Natur.319..751M. S2CID 4349689. doi:10.1038/319751a0.
104. ↑  Gunn, Alistair. . BBC Sky at Night. 2023-11-29  [2023-12-02]. （原始内容存档于2023-12-03）.
105. ↑  . phys.org.   [2021-01-15]. （原始内容存档于2021-01-15） （英语）.
106. ↑  Howell, Elizabeth. . Space.com. 2018-03-20  [2021-03-05]. （原始内容存档于2021-02-28）.
107. ↑  Staff. . European Space Agency. 2019  [2019-09-21]. （原始内容存档于2019-09-23）.
108. ↑  Marov, Mikhail Ya. . . 2015: 279–294. ISBN 978-1-4614-8729-6. doi:10.1007/978-1-4614-8730-2_10.
109. ↑  Mackie, Glen. . Centre for Astrophysics and Supercomputing. 2002-02-01  [2017-01-28]. （原始内容存档于2012-06-30）.
110. ↑  Mack, Eric. . CNET. 2015-03-19  [2023-12-01]. （原始内容存档于2023-12-01）.
111. ↑  T. Bovaird, T.; Lineweaver, C.H.; Jacobsen, S.K. . Monthly Notices of the Royal Astronomical Society. 2015-03-13, 448 (4): 3608–3627  [2023-12-01]. arXiv:1412.6230 . doi:10.1093/mnras/stv221 . （原始内容存档于2023-12-01）.
112. ↑  Baker, Harry. . Live Science. 2021-07-11  [2023-12-01]. （原始内容存档于2023-12-01）.
113. ↑  Totani, Tomonori. . Scientific Reports. 2020-02-03, 10 (1671): 1671. Bibcode:2020NatSR..10.1671T. PMC 6997386 . PMID 32015390. arXiv:1911.08092 . doi:10.1038/s41598-020-58060-0 .
114. ↑  . European Southern Observatory Press Release (ESO). 2000-05-03: 12  [2007-01-03]. Bibcode:2000eso..pres...12.. （原始内容存档于2015-07-13）.
115. ↑  . NASA. 2006-02-28  [2007-01-03]. （原始内容存档于2020-05-27）.
116. ↑  Gibney, Elizabeth. . Nature. 2014-09-03  [2015-08-21]. S2CID 124323774. doi:10.1038/nature.2014.15819. （原始内容存档于2019-01-07）.
117. ↑  . Fraser Cain. Universe Today. 2009-05-04  [2015-08-21]. （原始内容存档于2018-06-21）.
118. ↑  Devlin, Hannah; Correspondent, Science. . The Guardian. 2015-04-20  [2016-12-18]. （原始内容存档于2017-02-07）.
119. ↑  . wmap.gsfc.nasa.gov.   [2015-07-26]. （原始内容存档于2015-09-05）.
120. ↑  Rindler 1977，第202頁.
121. ↑  Liddle, Andrew.  2nd. John Wiley & Sons. 2003. ISBN 978-0-470-84835-7.. p. 2.
122. ↑  Livio, Mario. . John Wiley and Sons. 2001: 53  [2012-03-31]. ISBN 978-0-471-43714-7. （原始内容存档于2021-05-13）.
123. ↑  . Hyperphysics.   [2014-01-04]. （原始内容存档于2013-05-27）.[來源可靠？]
124. ↑  Carroll, Sean. . Living Reviews in Relativity. 2001, 4  [2006-09-28]. （原始内容存档于2006-10-13）.
125. ↑  . University of Cambridge. 2013-03-21  [2013-03-21]. （原始内容存档于2019-04-17）.
126. ↑  Davies, P. . Cambridge University Press. 1992: 1  [2020-05-17]. ISBN 978-0-521-43831-5. （原始内容存档于2021-02-03） （英语）.
127. ↑  Shull, J. Michael; Smith, Britton D.; Danforth, Charles W. . The Astrophysical Journal. 2012-11-01, 759 (1): 23  [2023-11-19]. Bibcode:2012ApJ...759...23S. ISSN 0004-637X. S2CID 119295243. arXiv:1112.2706 . doi:10.1088/0004-637X/759/1/23. （原始内容存档于2023-09-21）. 銀河調查顯示，約有10%的重子物質已經凝聚成像星系、星系群或星團等結構[...]而剩餘80%到90%的宇宙重子物質中，大約有一半存在於低紅移的星際介質中。
128. ↑  Macquart, J.-P.; Prochaska, J. X.; McQuinn, M.; Bannister, K. W.; Bhandari, S.; Day, C. K.; Deller, A. T.; Ekers, R. D.; James, C. W.; Marnoch, L.; Osłowski, S.; Phillips, C.; Ryder, S. D.; Scott, D. R.; Shannon, R. M. . Nature. 2020-05-28, 581 (7809): 391–395  [2023-11-19]. Bibcode:2020Natur.581..391M. ISSN 0028-0836. PMID 32461651. S2CID 256821489. arXiv:2005.13161 . doi:10.1038/s41586-020-2300-2. （原始内容存档于2023-11-05） （英语）.
129. ↑  Flowers, Paul;  et al. . OpenStax. 2019: 14  [2023-02-17]. ISBN 978-1-947-17262-3. （原始内容存档于2023-02-17）.
130. ↑  . NobelPrize.org.   [2023-02-17]. （原始内容存档于2023-02-17） （美国英语）.
131. ↑  Cohen-Tannoudji, Claude; Guery-Odelin, David. . World Scientific. 2011: 684  [2023-02-17]. ISBN 978-981-4390-58-3. （原始内容存档于2023-06-04） （英语）.
132. ↑  't Hooft, G. . Cambridge University Press. 1997: 6. ISBN 978-0-521-57883-7 （英语）.
133. ↑  Clayton, Donald D. . The University of Chicago Press. 1983: 362–435. ISBN 978-0-226-10953-4.
134. ↑  Veltman, Martinus. . World Scientific. 2003. ISBN 978-981-238-149-1.
135. 1 2  Braibant, Sylvie; Giacomelli, Giorgio; Spurio, Maurizio.  2nd. Springer. 2012: 1–3  [2016-01-27]. ISBN 978-94-007-2463-1. （原始内容存档于2016-08-26）.
136. ↑  Close, Frank. . Oxford University Press. 2012. ISBN 978-0-19-280434-1.
137. ↑  Mann, Adam. . Live Science. 2022-08-20  [2023-08-17]. （原始内容存档于2023-08-17）.
138. ↑  Zwiebach, Barton. . MIT Press. 2022: 31. ISBN 978-0-262-04613-8.
139. 1 2  Oerter, R.  (Kindle). Penguin Group. 2006: 2. ISBN 978-0-13-236678-6.
140. ↑  Onyisi, P. . University of Texas ATLAS group. 2012-10-23  [2013-01-08]. （原始内容存档于2013-10-12）.
141. ↑  Strassler, M. . ProfMattStrassler.com. 2012-10-12  [2013-01-08]. （原始内容存档于2013-10-12）. [問] 為什麼粒子物理學家如此關注希格斯粒子？
[答] 事實上，他們並不真正關心希格斯粒子。他們真正關心的是希格斯場，因為它極其重要。[原文強調]
142. ↑  Weinberg, Steven. . Knopf Doubleday Publishing Group. 2011. ISBN 978-0-307-78786-6.
143. 1 2 3  Allday, Jonathan.  2nd. IOP Publishing. 2002. ISBN 978-0-7503-0806-9.
144. ↑  . .   [2010-09-29]. （原始内容存档于2015-05-11）.
145. ↑  Harari, H. . Balian, R.; Llewellyn-Smith, C.H.  (编). . Les Houches Summer School Proceedings 29. North-Holland. 1977: 613.
146. ↑  Harari H.  (PDF). E. van Goeler; Weinstein R.  (编). : 170. 1977  [2020-05-29]. SLAC-PUB-1974. （原始内容存档 (PDF)于2020-05-13）.
147. ↑   (新闻稿). MIT News Office. 2007-04-18  [2015-06-02]. （原始内容存档于2013-07-05）.
148. ↑   (PDF). Guinevere Kauffmann. Max Planck Institute for Astrophysics.   [2016-01-06]. （原始内容存档 (PDF)于2016-08-21）.
149. ↑  . Eric Chaisson. Harvard Smithsonian Center for Astrophysics.   [2016-01-06]. （原始内容存档于2013-12-04）.
150. ↑  . The physics of the Universe.   [2016-01-06]. （原始内容存档于2020-03-30）.
151. ↑  Dick, Steven J. . . Cham: Springer International Publishing. 2020: 53–58. ISBN 978-3-030-41613-3. doi:10.1007/978-3-030-41614-0_4.
152. 1 2 3 4 5  Zeilik, Michael; Gregory, Stephen A. .  4th. Saunders College Publishing. 1998. ISBN 978-0-03-006228-5.
153. ↑  Raine & Thomas (2001，第12頁)
154. 1 2  Raine & Thomas (2001，第66頁)
155. ↑  Friedmann, A.  (PDF). Zeitschrift für Physik. 1922, 10 (1): 377–386  [2015-08-13]. Bibcode:1922ZPhy...10..377F. S2CID 125190902. doi:10.1007/BF01332580. （原始内容存档 (PDF)于2016-05-15）.
156. ↑  Raine & Thomas (2001，第122–123頁)
157. 1 2  Raine & Thomas (2001，第70頁)
158. ↑  Raine & Thomas (2001，第84頁)
159. ↑  Raine & Thomas (2001，第88, 110–113頁)
160. ↑  Munitz, M. K. . Journal of the History of Ideas. 1959, 12 (2): 231–255. JSTOR 2707516. doi:10.2307/2707516.
161. ↑  Linde, A. . Mod. Phys. Lett. A. 1986, 1 (2): 81–85  [2017-08-06]. Bibcode:1986MPLA....1...81L. S2CID 123472763. doi:10.1142/S0217732386000129. （原始内容存档于2019-04-17）.
Linde, A.  (PDF). Phys. Lett. B. 1986, 175 (4): 395–400  [2011-03-17]. Bibcode:1986PhLB..175..395L. doi:10.1016/0370-2693(86)90611-8. （原始内容存档 (PDF)于2013-11-27）.
162. ↑  Everett, Hugh. . Reviews of Modern Physics. 1957, 29 (3): 454–462. Bibcode:1957RvMP...29..454E. S2CID 17178479. doi:10.1103/RevModPhys.29.454.
163. ↑  Ball, Philip. . Aeon.co. 2015-02-17  [2021-09-23]. （原始内容存档于2021-09-27）.
164. ↑  Peres, Asher. . Kluwer Academic Publishers. 1995: 374. ISBN 0-7923-2549-4.
165. ↑  Kent, Adrian. . Foundations of Physics. February 2015, 45 (2): 211–217. Bibcode:2015FoPh...45..211K. ISSN 0015-9018. S2CID 118471198. arXiv:1408.1944 . doi:10.1007/s10701-014-9862-5 （英语）.
166. ↑  Schlosshauer, Maximilian; Kofler, Johannes; Zeilinger, Anton. . Studies in History and Philosophy of Science Part B: Studies in History and Philosophy of Modern Physics. 2013-08-01, 44 (3): 222–230. Bibcode:2013SHPMP..44..222S. ISSN 1355-2198. S2CID 55537196. arXiv:1301.1069 . doi:10.1016/j.shpsb.2013.04.004.
167. ↑  Mermin, N. David. . Physics Today. 2012-07-01, 65 (7): 8–10. Bibcode:2012PhT....65g...8M. ISSN 0031-9228. doi:10.1063/PT.3.1618 . New interpretations appear every year. None ever disappear.
168. ↑  Cabello, Adán. . Lombardi, Olimpia; Fortin, Sebastian; Holik, Federico; López, Cristian  (编). . Cambridge University Press. 2017: 138–143. Bibcode:2015arXiv150904711C. ISBN 9781107142114. S2CID 118419619. arXiv:1509.04711 . doi:10.1017/9781316494233.009.
169. ↑  Garriga, Jaume; Vilenkin, Alexander. . Physical Review D. 2007, 64 (4): 043511. S2CID 119000743. arXiv:gr-qc/0102010v2 . doi:10.1103/PhysRevD.64.043511.
170. 1 2  Tegmark, Max. . Scientific American. 2003, 288 (5): 40–51. Bibcode:2003SciAm.288e..40T. PMID 12701329. arXiv:astro-ph/0302131 . doi:10.1038/scientificamerican0503-40.
171. ↑  Gil, Francisco José Soler; Alfonseca, Manuel. . Theoria: An International Journal for Theory, History and Foundations of Science. 2013, 29 (3): 361. S2CID 52996408. arXiv:1301.5295 . doi:10.1387/theoria.9951. hdl:10486/664735 .
172. ↑  Ellis, G. F. . Scientific American. 2011, 305 (2): 38–43. Bibcode:2011SciAm.305a..38E. PMID 21827123. doi:10.1038/scientificamerican0811-38.
173. ↑  Moskowitz, Clara. . livescience. 2011-08-12  [2015-05-04]. （原始内容存档于2015-05-05）.
174. ↑  Gernet, J. . Chinese Science. 1993–1994, 11: 93–102.
175. ↑  Blandford R. D. . Science. 2015, 347 (6226): 1103–1108. Bibcode:2015Sci...347.1103B. PMID 25745165. S2CID 30364122. doi:10.1126/science.aaa4033.
176. ↑  Leeming, David A. . ABC-CLIO. 2010: xvii. ISBN 978-1-59884-174-9. 在日常用語中，「神話」一詞通常指的是不真實或僅僅是幻想的敘述或信仰；民族或族群神話中的故事描述了常識和經驗告訴我們不可能存在的角色和事件。儘管如此，各種文化依然頌揚這些神話，並賦予它們不同程度的字面或象徵意義的真實性。
177. ↑  Eliade, Mircea. . Allen & Unwin. 1964. ISBN 978-0-04-291001-7.
178. ↑  Leonard, Scott A.; McClure, Michael. . McGraw-Hill. 2004. ISBN 978-0-7674-1957-4.
179. ↑  Young, Louise B. . Oxford University Press. 1993: 21. ISBN 978-0-195-08039-1. OCLC 26399171.
180. ↑  Graham, Daniel W. . 扎尔塔, 爱德华·N  (编). . 2019-09-03.
181. ↑  Palmer, John. . 扎尔塔, 爱德华·N  (编). . 2020-10-19.
182. ↑  Palmer, John. . 扎尔塔, 爱德华·N  (编). . 2021-04-08.
183. ↑  Dowden, Bradley. . .
184. ↑  Will Durant, Our Oriental Heritage: 「兩種印度思想體系提出了與希臘相似的物理理論。勝論哲學的創始人迦那陀認為，世界由原子組成，這些原子的種類與各種元素一樣多。耆那教的觀點更接近德謨克利特，他們認為所有原子都是同一種類，通過不同的組合方式產生不同的效果。迦那陀認為光和熱是同一種物質的不同形式；烏達雅納（英语：Udayana）則教導說，所有的熱量都來自太陽；而婆察斯巴蒂·彌尸羅（英语：Vāchaspati Misra）則像牛頓一樣，將光解釋為由物質發射的微小粒子組成，這些粒子撞擊眼睛而產生視覺。」
185. ↑  Stcherbatsky, F. Th. (1930, 1962), Buddhist Logic, Volume 1, p. 19, Dover, New York: 「佛教徒完全否認實質物質的存在。在他們看來，運動是由瞬間構成的，是一種斷續的運動，是能量流的瞬間閃爍……佛教徒說「一切皆無常」，因為沒有實質存在……數論派和後來的印度佛教這兩個系統有一個共同點，即它們傾向於將對存在的分析推至最微小、最終的元素，這些元素被想像為絕對的性質，或僅具有一種獨特性質的事物。這些元素在兩個系統中都被稱為「性質」（guna-dharma），意指絕對的性質，一種原子或亞原子能量，構成了經驗中的事物。因此，兩個系統都否認了「實體」和「性質」這些範疇的客觀現實，以及將它們聯繫在一起的「推理」關係。在數論派哲學中，性質並不獨立存在。我們所稱的性質只是一種微妙實體的特定表現。每一種新的性質單元都對應於一種稱為「性質」（guna）的微妙物質量，但實際上它代表了一種微妙的實體。同樣地，早期佛教認為所有性質都是實體……或更準確地說，是動態實體，儘管它們也被稱為「法」（dharmas，性質）。」
186. ↑  Viney, Donald Wayne. . . SUNY Press. 1985: 65–68. ISBN 978-0-87395-907-0.
187. ↑  Pearsall, Judy.  1st. Oxford: Clarendon Press. 1998: 1341. ISBN 978-0-19-861263-6.
188. ↑  Edwards, Paul. . New York: Macmillan. 1967: 34.
189. ↑  . New York: Macmillan and Free Press. 1967: 34.
190. ↑  Reid-Bowen, Paul. . Taylor & Francis. 2016-04-15: 70. ISBN 9781317126348.
191. ↑  Lindberg, David C.  2nd. University of Chicago Press. 2007: 12. ISBN 9780226482057.
192. ↑  Grant, Edward. . . New York: Cambridge University Press. 2007: 1–26. ISBN 978-0-521-68957-1.
193. ↑  Horowitz, Wayne. . Iraq. 1988, 50: 147–165. JSTOR 4200289. S2CID 190703581. doi:10.2307/4200289.
194. ↑  Keel, Othmar. . Eisenbrauns. 1997: 20–22  [2023-02-26]. ISBN 978-1-575-06014-9. （原始内容存档于2024-03-13）.
195. ↑  Wright, Larry. . Studies in History and Philosophy of Science. August 1973, 4 (2): 165–172  [2023-02-27]. Bibcode:1973SHPSA...4..165W. doi:10.1016/0039-3681(73)90002-2. （原始内容存档于2023-03-15） （英语）.
196. ↑  Dicati, Renato, , Stamping Through Astronomy (Milano: Springer Milan), 2013: 19–55  [2023-02-27], ISBN 978-88-470-2828-9, doi:10.1007/978-88-470-2829-6_2, （原始内容存档于2024-03-13） （英语）
197. ↑  Aristotle; Forster, E. S.; Dobson, J. F. . Oxford: The Clarendon Press. 1914: 2.
198. ↑  Goldstein, Bernard R. . Journal for the History of Astronomy. 1997, 28 (1): 1–12. Bibcode:1997JHA....28....1G. S2CID 118875902. doi:10.1177/002182869702800101.
199. ↑  Boyer, C. (1968) A History of Mathematics. Wiley, p. 54.
200. ↑  Heath, Thomas. . Cambridge University Press. 2013: 302  [2023-02-26]. ISBN 978-1-108-06233-6. （原始内容存档于2024-03-13） （英语）.
201. ↑  Kolkata, James J. . IOP Publishing. 2015  [2023-02-27]. ISBN 978-1-68174-100-0. doi:10.1088/978-1-6817-4100-0ch4. （原始内容存档于2018-06-05）.
202. ↑  Neugebauer, Otto E. . Journal of Near Eastern Studies. 1945, 4 (1): 166–173. JSTOR 595168. S2CID 162347339. doi:10.1086/370729. the Chaldaean Seleucus from Seleucia
203. ↑  Sarton, George. . Journal of the American Oriental Society. 1955, 75 (3): 166–173 [169]. JSTOR 595168. doi:10.2307/595168. 薩摩斯的阿里斯塔克斯發明日心說天文學，並在一個世紀後仍由巴比倫的塞琉古繼續支持。
204. ↑  William P. D. Wightman (1951, 1953), The Growth of Scientific Ideas, Yale University Press. p. 38, where Wightman calls him Seleukos the Chaldean.
205. ↑  Lucio Russo, Flussi e riflussi, Feltrinelli, Milano, Italy, 2003, ISBN 88-07-10349-4.
206. ↑  Bartel (1987，p. 527)
207. ↑  Bartel (1987，pp. 527–529)
208. ↑  Bartel (1987，pp. 534–537)
209. ↑  Nasr, Seyyed H.  2nd. 1st edition by Harvard University Press, 2nd edition by State University of New York Press. 1993: 135–136 [1964]. ISBN 978-0-7914-1515-3.
210. ↑  Frautschi, Steven C.; Olenick, Richard P.; Apostol, Tom M.; Goodstein, David L.  Advanced. Cambridge [Cambridgeshire]: Cambridge University Press. 2007: 58. ISBN 978-0-521-71590-4. OCLC 227002144.
211. ↑  Misner, Thorne & Wheeler 1973，第754頁.
212. ↑  Ālī, Ema Ākabara.  1. Malik Library. : 218.
213. ↑  Ragep, F. Jamil, , Science in Context, 2001, 14 (1–2): 145–163, S2CID 145372613, doi:10.1017/s0269889701000060
214. 1 2  Misner, Thorne & Wheeler 1973，第755–756頁.
215. ↑  Misner, Thorne & Wheeler 1973，第756頁.
216. ↑  de Cheseaux JPL. . Lausanne. 1744: 223ff.. Reprinted as Appendix II in Dickson, F. P. . Cambridge, Massachusetts: M.I.T. Press. 1969. ISBN 978-0-262-54003-2 （美国英语）.
217. ↑  Olbers HWM. . Bode's Jahrbuch. 1826, 111.. Reprinted as Appendix I in Dickson, F. P. . Cambridge, Massachusetts: M.I.T. Press. 1969. ISBN 978-0-262-54003-2 （美国英语）.
218. ↑  Jeans, J. H. . Philosophical Transactions of the Royal Society A. 1902, 199 (312–320): 1–53. Bibcode:1902RSPTA.199....1J. JSTOR 90845. doi:10.1098/rsta.1902.0012.
219. ↑  Misner, Thorne & Wheeler 1973，第757頁.
220. ↑  Jones, Kenneth Glyn. . Journal for the History of Astronomy. February 1971, 2 (1): 29–34  [2023-02-27]. Bibcode:1971JHA.....2...29J. ISSN 0021-8286. S2CID 126269712. doi:10.1177/002182867100200104. （原始内容存档于2023-02-27） （英语）.
221. ↑  Smith, Robert W. . Journal for the History of Astronomy. February 2008, 39 (1): 91–119  [2023-02-27]. Bibcode:2008JHA....39...91S. ISSN 0021-8286. S2CID 117430789. doi:10.1177/002182860803900106. （原始内容存档于2023-02-27） （英语）.
222. ↑  Sharov, Aleksandr Sergeevich; Novikov, Igor Dmitrievich. . Cambridge University Press. 1993: 34  [2011-12-31]. ISBN 978-0-521-41617-7. （原始内容存档于2013-06-23）.
223. ↑  Einstein, Albert. . Preussische Akademie der Wissenschaften, Sitzungsberichte. 1917. 1917,. (part 1): 142–152.

### 傳記
- Bartel, Leendert van der Waerden. . Annals of the New York Academy of Sciences. 1987, 500 (1): 525–545. Bibcode:1987NYASA.500..525V. S2CID 222087224. doi:10.1111/j.1749-6632.1987.tb37224.x.
- Landau L, Lifshitz EM.  2 4th. New York: Pergamon Press. 1975: 358–397. ISBN 978-0-08-018176-9.
- Liddell, H. G. & Scott, R. . Oxford University Press. 1968. ISBN 978-0-19-864214-5.
- Misner, C.W.; Thorne, Kip; Wheeler, J.A. . San Francisco: W. H. Freeman. 1973: 703–816. ISBN 978-0-7167-0344-0.
- Raine, D. J.; Thomas, E. G. . Institute of Physics Publishing. 2001.
- Rindler, W. . New York: Springer Verlag. 1977: 193–244. ISBN 978-0-387-10090-6.
- Rees, Martin (编).  2nd. London: Dorling Kindersley. 2012. ISBN 978-0-7566-9841-6.